# 血界戦線
『血界戦線』（けっかいせんせん、Blood Blockade Battlefront）は、内藤泰弘による日本の漫画作品。作者によるコンセプトは「技名を叫んでから殴る漫画」である。
『ジャンプスクエア』（集英社）2008年6月号に読み切り漫画がセンターカラーで掲載。後に2009年2月号から『血界戦線 -魔封街結社-』（けっかいせんせん まふうがいけっしゃ）と改題されて短期集中連載を開始し、4月号で終了した。同年10月に『ジャンプSQ.M』（集英社）vol.002にて再度読み切りが掲載され、『ジャンプSQ.19』（集英社）2010年創刊号から2015年Vol.18まで連載。『SQ.19』の休刊後は『ジャンプSQ.CROWN』（集英社）に掲載誌を移し、『血界戦線 Back 2 Back』（けっかいせんせん バック・トゥ・バック）のタイトルで2015年SUMMER号から連載。同誌休刊後は、後継誌『ジャンプSQ.RISE』に移籍し、2022年SPRING号まで連載。その後サードシーズン『血界戦線 Beat 3 Peat』（けっかいせんせん ビート・スリー・ピート）が同誌にて2022年AUTUMN号より連載されている。2021年7月時点でシリーズ累計発行部数は600万部を記録している。

## あらすじ
かつてニューヨークと言われた街は、異界と人界とが交差して一晩で変わり果て、これにより異界ならではの超常日常・超常犯罪が飛び交う「地球上で最も剣呑な緊張地帯」となった街、「ヘルサレムズ・ロット」が構築される。この街は深い霧と超常現象により外界と隔離されているとはいえ、一歩間違えば人界は不可逆の混沌に飲み込まれてしまう。
そんな中、この街のいつ破れるとも知れぬ均衡を守るために秘密裏に活動する者たちがいた。クラウス・V・ラインヘルツ率いる「秘密結社ライブラ」である。彼らはさまざまな能力を駆使し、「血界の眷属（ブラッドブリード）」を筆頭とする異界の住人と日夜戦っていた。
半年前の事件で異界のものに遭遇し、妹が自ら差し出した彼女の視力によって救われた少年、レオナルド・ウォッチ。妹を救うすべを求めてヘルサレムズ・ロットを再訪した彼は、「ライブラ」の新人と間違われたことをきっかけとして、魔神による無差別襲撃事件に巻き込まれる。異界のものから与えられた「神々の義眼」の力で事件を解決し、正式に「ライブラ」の一員に迎えられた彼は、クラウスらとともに様々な事件（あるいは異界ならではの日常）へと挑んでいくのだった。

## 登場人物
声優の項は テレビアニメ版 / VOMIC版の順番に表記する。単独で表記されているものは注釈がない限りはテレビアニメ版のもの。

### 秘密結社ライブラ

#### 主要構成員
レオナルド・ウォッチ（Leonardo Watch）
声 - 阪口大助 / 逢坂良太
本編の語り部。愛称はレオ。すべてを見通す「神々の義眼」を持つ青年。19歳、O型。
妹を救うためと「ヘルサレムズ・ロットの歩き方」という記事を書くためにHL（ヘルサレムズ・ロット）を訪れた新聞記者だったが、ザップの人違いから偶然にもライブラと接触。直後にフェムトの起こした事件に巻き込まれた際、神々の義眼の能力を見込まれ、妹の視力を元に戻す方法を共に探すことを条件にライブラの構成員となった。以後はその眼を用いての対・血界の眷属（ブラッドブリード）の切り札として組織から重用される。
お人好しで素直な性格の持ち主で、異界の存在に対しても偏見を持たずに接する。平時は気弱で直接的な戦闘力を持たないものの、非常時には強靭な精神力を持ち、窮地においても心が折れることはない。それなりに弁舌も立つほうで、腐れ縁の仲であるザップと口汚く罵り合うことも。上記のように基本的には生真面目で素性のよい人間ではあるが、ザップとつるむことが多いせいか、彼と一緒にボンクラ扱いされることもしばしば。
ライブラと出会う半年前にHL（ヘルサレムズ・ロット）近郊に観光旅行に訪れていたが、その際に異界存在のリガ＝エルから「兄妹どちらかの視力を対価とし、神々の義眼を与える」という選択を迫られる。恐怖に竦んでいる間に妹のミシェーラが率先して視力を差し出してしまったため、彼女の視力を奪うことと引き換えに、結果的に自分が神々の義眼を得てしまったことを深く後悔している。このような経緯から、利己的な目的に神々の義眼の能力を用いることを好まず、私利私欲のためにその権能を使うことはあまりない。
ライブラに所属して以後はそれなりの給金を得ているようだが、その大部分をミシェーラへの仕送りにあてているため結局、自分自身の生活は困窮している。
クラウス・V・ラインヘルツ（クラウス・フォン・ラインヘルツ / Klaus Von Reinherz）
声 - 小山力也 / 新垣樽助
ライブラのリーダー。十字架を象ったナックルガードを用い、「滅嶽の血」を武器に転化し破壊、封印する「ブレングリード流血闘術」の使い手。まっとうな貴族階級の一族・ラインヘルツ家の三男坊であり、2人の兄と1人の姉を持つ。28歳、A型。執事としてギルベルトが仕えている。なお、ラインヘルツ家自体は闇家業の家系ではなくクラウスだけが｢あるきっかけ｣から牙狩りとなり、今はそれを家がバックアップしている。
巨体に加えて鋭い三白眼と眼鏡に、口を閉じても目立つ下顎の犬歯が特徴で、顔が怖い。穏やかで口調も紳士的かつ二枚目だが、強面であることから誤解や勘違いで損をしている。ゲーム好きで、プロスフェアーというチェスに似たゲームが趣味。またチェス等にも通じている様子。他にも園芸を趣味としており、園芸サークルに入っている。
K・K曰く「私たちの最強のリーダーで無類の紳士、獣のごとき生命力で武装した凶悪なまでの頑固者」。超人揃いのライブラメンバーの中においても更に圧倒的な戦闘力と精神力を以て人界を護る。外見に似合わず繊細で良識人。ライブラのメンバーを家族同様に大切に思っており、彼らが傷ついたり誘拐などされたりすると、胃に穴が空くほどに酷く思い悩んだり、強烈な怒りを敵にぶつけたりする。
またその木訥かつ誠実な人柄から人心の掌握に関しては未だに甘い部分があり、組織の長としてもっと小狡くなるべきだとスティーブンから忠告されるほどである。ザップの借金返済のために利用されたり、園芸サークル仲間であるヤクザと対峙した際、信用して貰うためとは言え機密であるライブラの組織活動について正直に話してしまうなど、天然ともお人好し過ぎるともいえる面を持つ。
過去十二度、創製されし13長老のひとりメビウス伯爵に噛まれており、血界の眷属になる直前、人間としての最終段階まで到達している。幼少期、恋していた花屋の女性のディアナが血界の眷属ウラジミールに喰われ、自分もまた殺されかけたものの、庭師の少年エドガーに扮していたメビウスによって復讐の機会を与えられる。小柄な少年でしかなかった当時のクラウスは、噛まれ、肉体を破壊されるたびに強靭に成長し、最終的に12歳の時点で屈強で大柄な肉体を獲得し（曰く「細胞のひとつひとつに至るまで磨き上げた」）、ウラジミールへの報復を果たす。想像を絶する苦痛のうえでの成長だったが、それを乗り越えたのはクラウス生来の精神力の賜物。最終的に家族が危険に晒された際にメビウスを拒み、人間の側に留まることを選んだ。
紳士らしく常に白のワイシャツとネクタイ、ウエストコート（ベスト）という服装をしている。ギルベルトの淹れた紅茶が好物であり、彼が淹れた紅茶しか飲まない。
モデルは『ナイトスラッシャーズ』の登場人物「クリストファー・スミス」。
ザップ・レンフロ（Zapp Renfro）
声 - 中井和哉 / 細谷佳正
銀髪に褐色の肌をした青年。刃や糸状に硬質化させた炎属性の血液を武器とする「斗流血法・カグツチ」の使い手。24歳、B型。
粗野で短気で無学、金と女にだらしないという、性質の悪いチンピラを絵に描いたような青年。戦闘と血液操作においては天才的なセンスを持つものの、仲間にさえ「度し難い人間のクズ」、「ダメ男のロイヤルストレートフラッシュ」と評される始末だが、そう扱われることに難色を示す程度には常識を持ち合わせている。私生活はいわゆるヒモで、多くの女性の部屋を渡り歩いている。
組織内においてはクラウスを殺す気で襲撃しては返り討ちに遭う、犬猿の仲であるチェインと口汚く罵り合う、弟弟子のツェッドに対しては多種多様な蔑称で辛く当たるなど粗暴な振る舞いが目立つ反面、ギルベルトを始めとした年長者には敬意を払い、仲間が不当に傷つけられた時には真っ先に報復に乗り出すなど熱い一面も持ち合わせている。自分が組織に引き込んだレオとも年齢が近いこともあり、共に死線をくぐるうちに腐れ縁の仲および良き友人関係を築いていく。
師匠である裸獣汁外衛賤厳による地獄の修行の成果、本人のセンスもあり戦闘能力は高く、1ナノ秒の間に周囲を斬り異界都市(大概が巨大でもあり頑丈でもある）をガレキにする邪神と斬り合う反応速度と膂力を持ち、それに加え、血液を操る能力に関しては天性の才能を持っている（スティーブンでさえ「天才」と称するほど）。厳格かつ傍若無人な師に対してトラウマとも言える苦手意識を持っている。一方で斗流そのものに対しては強い矜持を持ち、同門のツェッドとは戦闘時にのみ息のあったコンビネーションを見せる。
チェイン・皇（チェイン・すめらぎ / Chain Sumeragi）
声 - 小林ゆう / 吉田聖子
ライブラのメンバーで、その協力組織である「人狼局特殊諜報課（ルー・ガルーズフロムノーウェア）」の構成員でもある。
容姿は人間の女性だが、その正体は「不可視の人狼」。自らの「存在」を「希釈」し、ライブラの例に漏れず超人的な運動性を実現している他、如何なる壁も通りぬけ、誰からも発見されることのない諜報活動のエキスパート。拳銃の扱いを始めとした戦闘行動は不得手であり、サポートを一手に引き受けている。とんでもない酒豪でもある。21歳、A型。
黒髪のボブカットと黒いスーツ姿が特徴。かなりの美人で巨乳だが、性格は極めて辛辣で毒舌。特にザップに対しては言葉と暴力に容赦の欠片もなく、平時に奇襲的な暴力を振るうのはもちろん、彼が負傷しているときですら反射的に攻撃してしまうほどの敵対意識を持っている。非常にマイペースに振る舞うものの、周囲に対して仲間意識は確かにあるようで、レオやツェッドが困っている時にはそれとなく助力を買って出るなどもしている。以上のようにスマートな女性だが、男性にはあまり耐性がないようで、ザップに（熱を測るために）額に手を当てられただけで激しく動揺するほど。また、私生活は非常に残念で、部屋を片付けることが出来ない。家族構成は、ザップいわく複雑そうであまり語りたがらない。
スティーブンに対して恋心を抱いている様子があるが、そのことを知っているのは人狼局の同僚達とK・Kくらいでありスティーブンは全く気づいていない。
外見のモデルは「SP 警視庁警備部警護課第四係」において笹本絵里を演じた時の真木よう子。
スティーブン・A・スターフェイズ（スティーブン・アラン・スターフェイズ / Steven Allan Starphase）
声 - 宮本充 / 浜田賢二
目元に傷のある、スーツを着込んだ色男。その容姿から「スカーフェイス」の異名で呼ばれることもある。全てを凍らせる高速の蹴り技「エスメラルダ式血凍道」の使い手。32歳、AB型。姉と妹に挟まれている。
非常に頭の回転が早く、観察眼にも秀でている抜け目のない男で、K・K曰く「腹黒」。お人好しなクラウスの代わりにメンバーを厳しく取りまとめるライブラの副官的存在。本部に集まってくる情報を選別し、個々の事件を担当するメンバーを差配するのは基本的に彼の役目である。本人の牙狩りとしての戦闘力も非常に高く頻繁に前線で戦うほか、己の男性的な魅力を用いての「情報収集」を行うなどしてライブラの活動を支えている。ザップ曰く、「限界値に近づくほど優しくなる」タチで、彼に優しい笑顔を向けられた時にはザップですら冷や汗を垂らして震え上がるほど。
家政婦のヴェデッド他プライベートの交友関係に名乗る身分は「会社勤め」で、社交的かつ遊興を好む素性から非常に顔が広い。その一方でクラウスさえ知らない私設部隊を独自に組織し、ライブラの活動とメンバーを守るための行動とは言え「クラウスが知ったら絶対に許されない」と断言するほどの非道な方法でスパイたちを処分している冷血漢の一面も持つ。ただし親しい相手に裏切られた時などはそれなりに心を痛める姿を見せることも。
外見のモデルは劇場映画版「クライマーズ・ハイ」において佐山達哉を演じた時の堺雅人。
ギルベルト・フランケ・アルトシュタイン（Gilbert Franke Altstein）
声 - 銀河万丈 / ふくまつ進紗
ラインヘルツ家に仕え、クラウスの身辺の世話をする老執事。ラインヘルツ家では伝説のコンバット・バトラーと称されている。浅黒い肌に白髪と口髭を蓄えた老人で、顔を含む全身を包帯で覆っているのが最大の特徴で、クラウスと同じく顔が怖い。78歳、O型。弟が一人いる。
普段は非常に温厚で、必要以上に自己主張せず、レオ曰く「存在感が無いレベル。ホータイグルグル巻きなのに」。ギックリ腰をやらかす、レオやザップとゲームに興じるなどお茶目な面も多い。紅茶やコーヒーを淹れる腕前は高く、ライブラのメンバーからも好評であり、特にクラウスはギルベルトが淹れた紅茶しか飲まない。クラウスやメンバーの移動の際には運転手として車のハンドルを握ることも多く、ドライビングテクニックにも秀でている。ネズミが苦手で、見ると反射的にゴミ袋に入れて捨ててしまう。顔には出ないが、しばらく動揺が残るらしく、その直後に淹れたコーヒーの味が悪くなった。
執事という職に強い誇りを持ち、同胞に対する仲間意識は非常に強い。仲間に対しての非道には普段の温和さからは想像もつかない程の怒りを示し、徹底的に相手を叩き潰す。牙狩りとしての特性や高い身体能力の類は持たないものの、「再生者（レゲネラトーア）」という特異体質者で、致命傷を受けた際に「死を回避する程度に体が急速再生」する。ただし致命傷クラスの負傷でなければ発動しない。
K・K
声 - 折笠愛
右眼に眼帯を付け、大型バイクを乗りこなすライダースーツ姿の女性。赤いロングコートがトレードマーク。180cm近い長身で非常にスレンダーな体型だが、ダニエル・ロウ警部補とのやりとりで分かるようにそのことを大いに気にしている様子。36歳、B型。
未来技術と異界技術が融合した世界の非常に強力な兵器、銃火器を用い詳細は不明だが血によって銃弾に電撃を付与する「血弾格闘技（954ブラッドバレットアーツ）」という銃撃格闘術を使う。近接戦闘ではハンドガンの二挺拳銃で戦うが、スナイパーライフルでの遠距離射撃や巨大な兵器を操作しての火力戦なども得手とする模様。気さくでノリのよい姉御肌の性格で、同僚たちを「〜っち」という愛称で呼び親しげに接するさばけた人物。ただしスティーブンだけは性格の相性が悪いようで突き放した態度を取っている（本人曰く腹黒男）。
ライブラの中では珍しい既婚者であり、夫の桐谷 ユキトシ（きりたに ユキトシ、声 - 宮内敦士）と2人の子供のマーク（声 - 田村睦心）とケイン（声 - 三瓶由布子）と同居している。夫は彼女の仕事や使命についても理解を示してくれているが、彼女本人は任務のために子供との約束をすっぽかして傷付けてしまう事が多い事に悩んでいる。
デルドロ・ブローディ＆ドグ・ハマー
懲役1000年越えの凶悪犯（ブローディ）の血液を体内に宿している青年（ハマー）。肉体と血液にそれぞれの意識を持つ。ハマーの両手首に縫い目があり、そこからブローディ（血液）が部分的に頭を覗かせ会話をしたり、ハマーの全身を覆ったりする。ブローディの動きはハマーも操ることができる。というよりハマーのほうが上位でブローディの意に反する操作も可能なようだ。
ブローディが犯罪者であるため、宿主であるハマーごとパンドラム超異常犯罪者保護拘束施設（アサイラム）最深下層極秘要塞独房P-6に拘束服姿で服役している。
ドグ・ハマー（Dog Hummer）
声 - 宮野真守
アリギュラに（容姿を）気に入られたために血液をブローディと入れ替えられた、短髪で浅黒い肌の青年。女性に好まれる非凡な甘いマスクの持ち主。血液を全身に纏い巨大化する「血殖装甲（エグゾクリムゾン）」の使い手・「血槌（ブラッドハンマー）のハマー」。23歳、AB型。
性格を一言で言い表せば天然そのもの。常にマイペースで焦ることも滅多になく、どんな状況においても感情表現を緩めない。非常に明るく前向きな性格は、凶悪犯のブローディにさえ強い影響を与えてしまうほど。また美術好きのブローディも認める画才の持ち主でもある。
自らの血液であるブローディに対しては「一心同体」として強い信頼を寄せており、彼の背負う刑期1000年を全うするため刑務所に入っている。暴走車両事件での活躍で恩赦を受けるも、事件解決後すぐに監獄へ戻った。それ以降も事件発生の度に保釈されてはライブラの作戦に参加している。模範囚であるため、たまに美術展覧会などの鑑賞も（獄長は渋々ながら）レクリエーションとして認められている。
デルドロ・ブローディ（Deldro Brody）
声 - 藤原啓治
偏執王アリギュラの元恋人。鋭い眼光に裂けた口、のっぺりした外見と、形状こそ人型だがいかにも異界人といった風貌の持ち主（ちなみに歴とした人間）。無思想武装集団デッドリンクスの首魁であり、アリギュラの元恋人だけあって、懲役1000年越えの凶悪犯にふさわしい数多くの犯罪歴を持つ。
アリギュラ曰く「血も涙もなければ反省とも無縁でそんなところが最高にクールだが顔がイマイチ」。そのためアリギュラに生きたまま潰して叩いて液状にして血液として錬成され、ハマーの血液と入れ替えられた。以上の経緯からアリギュラのことは快く思ってはいないようで、顔を合わせた際には体を共有するハマーに伝わる程に憤った。
ハマーのことは「おかしな野郎だ」と言いつつも悪くは思っていない様子で、彼との共同生活によるものか、性格も凶悪犯らしくない穏やかなものになりつつある。しかし、調子に乗って煙草や麻薬の仕送りを要求するなど更生には程遠い。趣味は意外にも美術鑑賞（前述の展覧会などの鑑賞も内実は彼の要望）で、特にポール・セザンヌ作をはじめとしたキュビスムを好む。
ツェッド・オブライエン（Zed O'Brien）
声 - 緑川光
ザップの弟弟子であり、ライブラにおけるレオの後輩にあたる新人。血液を媒介に真空刃を作り出す「斗流血法・シナトベ」の正統後継者。
細身のシルエットに無駄なく筋肉をつけたスマートな肉体を持つ、独特の質感（ザップいわく葛餅）の肌を持つ半魚人。13歳、A型。
肺ではなく鰓呼吸のため、地上では基本的に特注品のボンベ（エアギルス）を身に着けており、更にライブラのアジトに自前の円筒形の水槽を持ち込んでいる。
13時間に渡って（半身欠損していたとはいえ）血界の眷属と戦闘を行い拘束するなど高い戦闘力を持ち、三叉槍型の刃身・突龍槍を主に操る。ライブラの実力を認めた裸獣汁外衛賤厳の采配により、何の事前連絡もないままライブラに籍を置くことになった。そんな自分勝手な師匠に修行時代から地獄のシゴキを受けてきたが、尊敬の念は今でも抱いている。礼儀正しく几帳面な性格で、口調も丁寧。それゆえほぼ対極といえる性格のザップとは仲が悪く、しょっちゅうにらみ合いをしているほど争いが絶えないが、有事の際は同門の誼で息の合った連携を見せる。
実は異界生物ではなく「伯爵」と呼ばれる血界の眷属により魚と人間を合成して「作られた存在」で、創造主を滅ぼした裸獣汁外衛賤厳により外界へと連れ出された。世界に誰一人同胞のいない孤独な存在であり、その事に密かな悩みを抱いている。なお近縁である魚類を食べることに抵抗は持っていないが、単純に食べ物の好みとして生魚が苦手で、魚介類は加熱調理されたものだけを口にする。
作者である内藤本人も後から気づいたと述懐しているが、設定やデザインがマイク・ミニョーラ作「ヘルボーイ」の登場人物、エイブラハム・サピエンに酷似している。
音速猿 / ソニック（Sonic）
声 - 内田雄馬 
小型の猿の姿をした異界交配動物。人間はおろか異界の一般住人でも視認することが困難な速度で運動する反面、骨格は脆い。知能が高く人語は喋れないが理解はすることが出来、旅行者から物をスリ盗って換金する等のことをしている。
レオのカメラを盗んで逃走していたが、フェムトが引き起こした「半神（ヨグ＝グフォト）召喚事件」に利用される最中、彼に命を救われたことから懐き、以後彼と行動を共にしている。アリギュラが引き起こした暴走事件ではとらわれの身のレオに無線機を届けたりもした。後に「ソニック」という名前を付けられたことが明らかになった。
パトリック・スミス（Patrick Smith）
声 - 石塚運昇 
通称「武器庫（アーセナル）」。様々な武器の仕入れに通じておりザップに用意できない武器はないと言わしめる、ライブラでのサポートメンバー。
多種多様な銃火器や爆薬などを製造・販売しており、本人としては善意でことあるごとにレオを武装させようとしてくる。
ニーカ・コヴァレンコ（Neyka Covalenko）
声 - 上田麗奈
パトリックの助手を務める小柄な女性。物静かだが非常に有能。髪を水色のリボンでポニーテールにしている。体格に似合わない健啖家で、テレビアニメ版では初登場時に「食悦」という字幕が表示されていた。
幼く見えるが、23歳のれっきとした成人女性。平素は女友達と遊び歩き、カメラが趣味という今どきの女性だが、その来歴は「人民戦線」というテロ組織に在籍していた凄腕のエンジニア。大崩落以前、かつて某国の紛争の最中にパトリックと出会い、敵対関係にありながらその才能を見込まれて保護され、以後は彼とともに生活し助手として活躍している。

#### その他の構成員
グラハム
声 - 武虎
スキンヘッドの巨漢。犯罪組織との戦闘等の荒事を請け負っている。
ブリゲイド＆サトウ
声 - 柳田淳一（ブリゲイド）、伊達忠智（サトウ）
コンビで行動している事が多い2人の男性。
アニラ＆ジョシュ
声 - 東内マリ子（アニラ）、菊地達弘（ジョシュ）
「ゲット・ザ・ロックアウト！！」に登場。
情報技術のサポートを行う男女。
ユリアン（YURIAN）
声 - 間島淳司
「ゲット・ザ・ロックアウト！！」に登場。
ライブラ事務所のセキュリティシステム「ヘイムダルス」を構築したシンデルマイサーの2代目。事務所が虫に占拠された際にHL（ヘルサレムズ・ロット）を留守にしている父の代わりに呼び出された。
ギャレット
声 - 徳本英一郎
「ミッドナイト・ブルー」に登場。
外部への情報リークを行った事でスティーブンに粛清された。

#### ライブラの協力者・協力組織
秘密結社であるライブラは外部にも多種多様な協力者が存在する。
ブリッツ・T・エイブラムス（Blitz T Abrams）
声 - 大塚明夫
通称「豪運のエイブラムス（Lucky Abrams）」。世界屈指の吸血鬼対策の専門家でありクラウスの師匠筋に当たる人物。
職業柄、吸血鬼達に憎悪されており数々の呪術を掛けられているが、持ち前の悪運で傷一つ負わず軒並み回避していることが通称の由来。もっとも、呪い自体が無効化されているわけではないので、彼は無傷でも被害は全て周囲に向かうことになり、周囲で壊滅的な事故や事件が後を絶たない。
裏表のない性格だがかなり鈍く、前述の理由でクラウスを除く周囲の人間に敬遠されていることに気付かない程マイペース。ザップ曰く「頭脳と性格と運勢以外は一般人」。
裸獣汁外衛賤厳（らじゅう じゅうげえ しずよし / Raju Jugei Shizuyoshi）
声 - 柴田秀勝
斗流血法創始者。ザップとツェッドの師匠であり、両方の斗流血法（カグツチとシナトベ）を自在に操る。
長老級の血界の眷属すら1人で簡単に叩き潰せる圧倒的な実力から“血闘神”の異名で呼ばれる牙狩り。10年単位で行方不明になることもあり、その間には本人が残したと思しき高位の眷属の滅殺跡が発見される。
猪のような獣の頭蓋骨を被り、ボロ布のローブで全身を隠している。左腕､下半身をはじめ体の大部分が欠損しており、手にした杖と血法を使って体を動かしている。誰に対しても辛辣かつ傲岸な物言いで接する。声帯も無いのか、普段はまるで擦過音のような言葉で話し、ザップとツェッド以外にはその内容を理解できない。ザップによると自分の研鑽にしか興味がない求道者であり、体の欠損も全く意に介しておらず、課せられる修業はまさしく悪夢そのものだという。
インドでのエルルエルとの対決中、血脈門の開放によりエルルエルの下半身と共に突如HL（ヘルサレムズ・ロット）に現れた。ライブラがエルルエルを密封した後、本人にすら予告せず唐突にツェッドをライブラに預け、一瞬にして姿を消した。
ダニエル・ロウ警部補（Daniel Lowe）
声 - 内田夕夜
片目が覆われるほど長い前髪が特徴の警官。秘密結社であるライブラを検挙しない代わりに、様々な事件において協力を要請してくる。シニカルでハードボイルドな言い回しをする伊達男だが、少々言葉に遠慮がないところがある。瓜二つの双子の弟マーカス・ロウもまた警官である。
マーカス・ロウ警部
「災蟲競売篇」に登場。
ダニエル・ロウ警部補の瓜二つの双子の弟で兄とは逆の分け目で片目が覆われるほど長い前髪が特徴の警官。シニカルでハードボイルドな言い回しをする伊達男の兄よりも穏やかな言葉を使い、タレ目気味の目元がある。
フリージャ
声 - 森川智之
「王様のレストランの王様」に登場。
アラビア半島にある国の次期国王。スティーブン曰く「眉目秀麗、頭脳明晰、知勇兼備、文武両道、まあ要するに桁違いに立派なお方」。
王としての気品もあるが、威圧感はそれほど強くない人物。ライブラのスポンサー候補として、年間300万ドルの活動援助を打診してきた。
会食中、一夫多妻制に関する話題でザップと盛り上がった。
ルシアナ・エステヴェス
声 - 坂本真綾
ブラッドベリ総合病院の女医。トレードマークは眼鏡。全く同じ名前と姿の女医が無数に存在する。
3年前のザメドルの襲撃によって重傷を負ったが、その後現れたマグラ・ド・グラナの手術によって「ファーデムトリガ」を移植され復活し、無数の個体に分裂できる特性を得た人間である。本来の姿はウェーブヘアの妖艶な姿だが、分裂するとショートヘアになり、細かく分裂すればするほど容姿が幼くなっていく。人ならざる医療技術と知識を与えられており、無数に分裂して複数の処置を同時に行うことができる他、すれちがい様に相手を無数に腑分けしなおかつ傷口を縫合するという神業級の「幻界執刀」を行うことができる。血界の眷属（ブラッドブリード）と戦うことは出来ないまでも、高い戦闘力の持ち主。
「My Life as a Doc」では「幻界病棟ライゼズ」でクラウスがザメドルを密封した後、ザメドルに代わって食獣動植物（後述）をペットにしている。

##### 人狼局
ライブラと協力関係にある諜報専門組織。チェイン含む女性の人狼が多数在籍している。
エメリナ・アンダーソン
声 - 湯屋敦子
女性の人狼たちのリーダー的存在。チェインには「エメ姐」と呼ばれている。常に笑顔を絶やさない女性だが、実は短気でその表情のまま怒る。既婚者で子持ち。
ジャネット・バルロー
声 - 渡部紗弓
眼鏡とスーツで決めた人狼。真面目そうな見た目そのままの口調で喋る。
オリガ・ストリアロフ
声 - 依田菜津
ライダースーツを纏う人狼。大の酒好きで、アル中の気がある。
イム・ミヨン
声 - 山本希望
チェインの後輩にあたる長身の人狼。お気楽な性格で、未だに「符牒」を決められていない。
デリミド・ダン・モス
声 - 楠大典
人狼局次長。強面の男性。厳格な性格のため女性陣との折り合いは悪い。
拝・ローレンス・足穂
声 - 魚建
人狼局局長。小柄な男性。猫を抱いている。温厚で寛大な性格だが、裏切り者には苛烈な言動を見せる。

#### ラインヘルツ家
レベッカ・V・ラインヘルツ
ラインヘルツ家の長子。弟たちに比べると非常に小柄な女性だが、目つきと下から突き出す牙は特徴的。
対血界の眷属用血清の研究開発を行っており、スリングショットを用いる。その血清は血界の眷属を一時的に人間に戻すという非常に強力なもの。
ガブリエル・V・ラインヘルツ
ラインヘルツ家の次子。筋骨隆々な大男。
インターポール所属。クラウスとともにブレングリード流に師事し、ブレングリード流弾闘術を修めている。クラウスと殴り合えるほどの実力を持つが普段はそうした殴り合いの戦闘を行う機会がない模様。
イグナーツ・V・ラインヘルツ
ラインヘルツ家の三子。眼鏡をかけたビジネスマン風の青年。
時計職人であり、企業に勤めているらしくリモート会議に言及するシーンがある。クラウスが使用しているナックルガードの制作者で、パトリックやニーカとは武器職人として通じるものがあるらしい。
キャスリーン・ベイツ
声 - 佐藤しのぶ
「とある執事の電撃作戦」に登場。
ラインヘルツ家のメイド長。モットーは「我々の仕事は完璧が旨」。ギルベルトが負傷した際にフィリップを派遣した。
フィリップ・レノール
声 - 小野大輔
「とある執事の電撃作戦」に登場。
ラインヘルツ家特殊執事部所属のコンバット・バトラー。身体能力が高く、生真面目で声が大きい。
持ち前の生真面目さでスリを退治したことで、スリに逆恨みされて脳を奪われ、その結果図らずもライブラとその情報を狙う輩とのいざこざを起こしてしまう。脳はギルベルトたちの手で無事に奪還されたが、本人の心と顔に爪あとを残すこととなった。

### 13王
HL（ヘルサレムズ・ロット）で知られる人類の領域をはるかに超えた魔術や能力を持つ存在の中でも、とりわけ厄介な13人の総称。超初期に現れた完成度の高い血界の眷属13体を指す「13人の長老（エルダーズサーティーン）」とは異なる存在。
堕落王フェムト（Femt,the King of Depravity）
声 - 石田彰
魔導を極めた、HL（ヘルサレムズ・ロット）を代表する希代の怪人。「千年生きてあらゆる魔導を練り上げた」「血界の眷属（ブラッドブリード）」とも噂される謎多き存在。
破壊や混乱を楽しむふざけた性格で、嫌いなものは「退屈」と「普通」。退屈さゆえに片手間で大惨事を引き起こす魔獣を合成してばら撒くなど、その行動は常軌を逸する。
その一方で自分が認めた者に対しては相応の礼儀を以て接することもある。
偏執王アリギュラ（Aligura,the Queen of Monomania）
声 - こおろぎさとみ
ゴスロリ服を着た少女。非常に短絡的かつ直情的な思考だが、反して「神」の領域に届く御業でもってその思考を実現してしまう危険人物。
「理想の内面」を持つ恋人のブローディを生きたまま血液に錬成し、「理想の外見」のハマーの中に移植した張本人。現在もブローディ＆ハマーに強い偏執を抱いており、自ら乗用車を捕食して巨大化するモンスタートラックで彼らが収監されているパンドラムに襲撃をかけるものの返り討ちにあい、HL（ヘルサレムズ・ロット）外まで吹き飛ばされた。
過敏王ゼオドラ
「人狼大作戦」に登場。
神経組織の塊を翼の様に生やした男。13王の中でも一際扱いにくいとされ、HL（ヘルサレムズ・ロット）の全てを知覚し発狂と覚醒を繰り返しているとも言われている。彼と取引する事で、超知覚を手に入れる事が出来る。
絶望王（XXXX / BLANK）
声 - 釘宮理恵
テレビアニメ版オリジナルキャラクターにして、オリジナルエピソードの敵役。
数多の人間の肉体を渡り歩く実体なき存在。作中ではブラックの肉体に憑依している。口癖として「俺の名前を当ててみろ」という趣旨の言葉をたびたび口にする。
「フォーレン」「悪魔」「ブルー」など数多くの名前を持つとされ、フェムトには古くから人界を観測し続けた「ウォッチマン」とも呼ばれる。太古から人間の絶望に直面し続けたことで、自らもまた深い絶望にとらわれていたが、自分の既成概念を破壊する「大崩落」の光景に心を揺さぶられる。半神召喚事件の際にレオの義眼に目をつけ、フェムトとアリギュラを巻き込んで第二次大崩落を引き起こそうとした。さらなる絶望を呼ぶ第二次崩落を希求する反面、自らを絶望から救い出す「希望」を待ち望んでおり、クラウスとレオにその期待を託し交戦した結果、事件から手を引いた。事件後はブラックの肉体を手放し、別の人間に憑依してHL（ヘルサレムズ・ロット）に残留している事が示唆されている。
欺瞞王バルボロッサ
顔の左半分を仮面で覆った青年。
HL（ヘルサレムズ・ロット）成立の際、忘却王アムネスの跡を引き継いで「突貫工事」を行った人物。住民たちが当たり前のように共存し生活しているのはこの両名が施した術のせいである。
忘却王アムネス
干からびた赤子。
「これ以上の苦しみを見るのは耐え難い」と主張していた。自分を酷使し続けて干からびてしまったらしく、回復までには年単位の時間を要するらしい。

### 血界の眷属（ブラッドブリード）
ヴァルクェル・ロッゾ・ヴァルクトヴォエル・ギリカ
声 - 能登麻美子
「トーニオ・アンドレッティ最後の19時間」＆「BLOOD LINE FEVER」に登場。
トーニオを転化（眷属化）させた長老級の眷属。彼からはマスター・シニョリータと呼ばれる。K・Kとスティーブンを軽々と圧倒していたが、クラウスの奇襲を受けて密封される。
トーニオ・アンドレッティ
声 - 置鮎龍太郎
「トーニオ・アンドレッティ最後の19時間」＆「BLOOD LINE FEVER」に登場。
マフィアのチンピラ。明るく前向きな性格をしている。表面上はボスの付き人、実情は所属組織の人身御供としてHL（ヘルサレムズ・ロット）に降り立つ。転化させる素材としては、性格も含め逸材らしい。
転化して間もなくライブラと交戦するも、実力不足のためクラウスによって一撃で仕留められる。ヴァルクェルを密封したライブラを恨みつつ再生中。
オズマルド（Ozmaldo）
声 - 立木文彦
「拳客のエデン」に登場。
地下闘技場「e-den（エデン）」の元・不倒チャンピオンで現オーナーの「拳豪オズマルド」。正確には彼本人ではなく、その死体の中に入り「使っていた」眷属。
「オズマルド」の姿ではクラウスに及ばなかったが、オズマルドの巨体の中から出て皮を剥がれた細身の人間に似た姿となると、クラウスですら軽く触れるだけで一蹴する規格外の戦闘力を誇る。ただ、クラウスを殺害しようとせず、「死体の中に入って（自分の力を制限して）戦わなければ（相手が死んでしまうから）拳闘ができない」「一応死体を、しかも自分が殺したわけではない」という旨の発言、またクラウスの戦いぶりに対する心底からの賛辞から、人類へ積極的な敵意が有るわけではなく、単に拳闘が好きなだけの眷属だったようだ。
クラウスを吹き飛ばした後はすぐに姿を消し、特に被害は出していない。
エルルエル・ルカンド・ロゾ・ティエトカゥア・ギ・ムルムハヴァト
「Zの一番長い日」に登場。
インド国軍グワーリヤル空軍基地を丸ごと滅ぼした眷属。
インドで裸獣汁外衛賤厳とツェッドと交戦し、上半身と下半身に分断されたが下半身だけでもライブラの面々と渡り合った程の上位存在。
下半身は空間連結術式でインドからHL（ヘルサレムズ・ロット）まで裸獣汁外衛賤厳ごと移動し、上半身はツェッドに航空機の先端に縛り付けられて空路でHL（ヘルサレムズ・ロット）まで移動させられた。
ザップとツェッドによるコンビネーションでダメージを受けた直後にクラウスに密封される。
ザメドル・ルル・ジアズ・ナザムサンドリガ（Zamedle Lolow Zeaze Nazamsandriga）
声 - 鈴村健一
「幻界病棟ライゼズ」に登場。
食獣動植物（後述）をペットにしている眷属。ニューヨークと異界が融合した直後、ペットに食事をさせる為ブラッドベリ総合病院を襲撃し、クラウス、スティーブンと交戦するが、ニューヨークがHL（ヘルサレムズ・ロット）として再構築された為手を引いた。
3年後、異界に消えた病院がHL（ヘルサレムズ・ロット）に現れた際に喰いかけの患者を襲う為に再び出現。クラウスと再度交戦するが、彼らを侮っていた為神々の義眼を持つレオの存在に気づくのが遅れ、密封される。
アラン・フォスター
声 - てらそままさき
「BRATATAT MOM」に登場。
K・Kの息子ケインのクラスメイトであるキャロライン・フォスター（声 - 金元寿子）を「訳あって」育てている眷属。娘は人間で、彼が血界の眷属（ブラッドブリード）である事を知らない。
娘の養育のために用心棒稼業を行っていたが、麻薬取引現場の護衛任務中に首から下だけがライブラと交戦。首から上は娘の授業参観に参加していたが、同席していたK・Kに正体を見抜かれ、一触即発の空気のなかキャロラインとケインが現れたため戦意を喪失。その後、キャロラインを守るために共にHL（ヘルサレムズ・ロット）を離れた。
アルダマハエル・ジ・ジルラヒア・オル・ザルツマイロロス
声 - 浜田洋平
「妖眼幻視行」に登場。
上半身が刃物と触手で出来た怪物と化した眷属。自我が無く不気味な行動をしていた為、HL（ヘルサレムズ・ロット）の警察機構であるHL（ヘルサレムズ・ロット）PDMPでも炸薬弾頭を命中させる事が出来た。その際に吹き飛んだ頭部が再生出来なかった為、長老級の眷属では無いと判断されたが、暴走し始め見境なく破壊を振りまく十分に危険な存在である。
タイクーンブラザーズ
「災蠱競売篇」に登場。
常に二人組で行動する血界の眷属。それぞれが「イングウェイ」と「マクシミリアン」を名乗っている。クラウスの奥義対策のために、互いの心臓を入れ替えている。
ズールディーズオークション復活に際して、オークション支配人のデナルドに会場の護衛として雇われる。
外見は人間の青年と変わらないが、長老級の眷属として名を馳せる強大な実力を持ち、裸獣汁外衛賤厳をして「初めて会う次元の存在」という程の戦闘を見せつける。イングウェイが「強欲な狂人達」、マクシミリアンが「Ex-G.I.」と交戦。その後、レオが連れ去った「人蠱」の一体を連れ戻すためにライブラを急襲する。
あくまでビジネスとしてオークションの護衛行っており、無駄な戦闘を避け、目的を達成できるなら眼の前の相手を見逃すことも厭わない。
ライブラ、「強欲な狂人達」との混戦の最中、「刃身の獣」の使い過ぎで肉体が破裂し、その血がカプロス人蠱にかかったことから人蠱に取り込まれてしまった。
イングウェイ
赤いスーツをラフに着こなした黒髪の青年。小型犬と行動を共にしていることが多い。
EX-G.I.に一度は上半身を吹き飛ばされるものの、その後は圧倒する。血液で作り出した針状の暗器を用いて戦う。手に持てば攻防一体の剣のように扱い、相手に打ち込めば無数に枝分かれして内部から激痛とともに人体を破壊する。
マクシミリアン
黒いスーツを着込んだ茶髪の青年。
「強欲な狂人達」の前に立ちはだかり、彼らと一進一退の攻防を繰り広げるが、ヴェネランダの乱入とカロプス人蠱の中身が流出したことで水入りとなる。眼の前の相手がひとりでに切り刻まれるような戦闘法の正体は、単分子で結合させた斬殺ワイヤーを使用したもの。
メビウス・ゾア・エルインカル
創製されし13長老（エルダーズサーティーン）のひとり。「伯爵」と呼ばれる。クラウスを12度噛んだ血界の眷属。
ラインヘルツ家の庭師の少年エドガーとして市井にまぎれており、クラウスの高潔な精神を「我が友としてふさわしい」と評した。本来の姿がツェッドを作り上げた「伯爵」と相似しているが、同一人物かは不明。

### LHOS
テレビアニメ版にのみ登場する組織。術士協会。League of High Order Spiritualsの頭文字を取って「LHOS（レオス）」と呼ばれる。構成員の大部分を術士（PSI保持者）が占め、NY（ニューヨーク）支部が大崩落を防いだ「結界」の管理をしている。
ホワイト（White）
声 - 釘宮理恵
本名はメアリ・マクベス。「幽霊」を自称する、活発で感情豊かな金髪の美少女。心臓病のため3年前からセントアラニアド中央病院に入院しており、院内墓地に訪れたレオと遭遇した以後、心を通わせていく。
術士夫妻の間に生まれるが、PSIの素質を備えていない「持ってない人」。3年前の大崩落の際に命を失い、その際に延命措置として心臓がわりに結界を埋め込まれた「意志を持つ結界」である。兄の解放との交換条件として絶望王の走狗になり、レオに接近して「神々の義眼」の視界を奪うために暗躍。しかし内心はレオと本当の友人になりたいと考えており、親愛と友情の狭間に揺れ動く事となる。最終的に用済みと判断した絶望王に射殺され肉体を失うものの結界としての機能は維持し続け、レオの呼びかけによって奮起し破滅を望むブラックを思いとどまらせる。ブラックに「自分が居なくなったところで世界が終わるわけではない」と叱咤激励した後、意志なき結界として再構成され真に生涯を終えた。テレビアニメ第2期によると、HL（ヘルサレムズ・ロット）の結界または蝶として生き続けており、Dr.ガミモヅの圧倒的な力に追い詰められたレオに幻として現れレオを励ましている。
兄とわけあっている「ホワイト」と「ブラック」の愛称は、父のベンジャミンが好んだウィスキーの銘柄ブラック・アンド・ホワイトになぞらえてのもの。ボトルには寄り添う白い犬と黒い犬が描かれている。
テレビアニメ版を監督する松本理恵が作成した原案を元に、内藤泰弘が設定・ヴィジュアルなどの監修を行っている。
ブラック（Black）
声 - 釘宮理恵
ホワイトの双子の兄。本名はウィリアム・マクベス。愛称はウィル。
気弱でおとなしい少年。妹を見舞っていた際に病室に訪れたレオと出会い、似た境遇の彼との友情を深めていく。
LHOSに所属している術士であり、才能に恵まれなかった妹と違い他の追随を許さない強力なPSIの素質を持つ。念じるだけで異界の巨体を破裂させるほどの能力を持つものの、加減が苦手。
3年前の大崩落に巻き込まれた際にホワイトを喪い、絶望王をその身に宿すことになった。3年間ホワイトの生命線でもある結界を維持し続けるためにPSIを使い続けていたが、少しずつ無理が祟り始めていた。3年前から「ホワイトの居ない世界など消えてなくなってしまえばいい」という考えを持つようになり、そこを絶望王に付け込まれて第二次崩落に加担することとなる。しかしレオに「死にたくない、生きたい」という内心を看破され、妹の叱咤を受けて彼女を結界として再構成する覚悟を固める。その際に絶望王から解き放たれ、事件後にHL（ヘルサレムズ・ロット）を去った。テレビアニメ版第2期によると、その後もレオと交流がある模様。
ベンジャミン・マクベス
声 - 木内秀信
ウィリアムとメアリーの父。酒造業を営む眼鏡をかけた男性。LHOSの構成員。大崩落時、妻と共に命を引き換えに結界の1つを構成して落命した。
エマ・マクベス
声 - ゆかな
ウィリアムとメアリーの母。専業主婦ながら、有事の際は夫と共にLHOS構成員として世界を飛び回っていた。
長老（ちょうろう）
声 - 沢木郁也
コードネーム。LHOSのNY支部代表にして調停者を任されている小柄な老人。能力は結界の組成であり、人界側からHL（ヘルサレムズ・ロット）を繋ぎ止めている結界術の中心人物。
普段はHL（ヘルサレムズ・ロット）内の病院で医者として活動している。
アンジェリカ
声 - 北川里奈
コードネーム。LHOSのNY支部にて調査員を務める美女。チェインの友人。原作におけるサブキャラクターであるアンジェリカ・ライアンに相当する。
おっとりとしてマイペースな性格だが、瞬間移動のPSIを持つテレポーター。普段はケンダッヂーの店員として市井に溶け込んでいる。

### 強欲の狂人達（グリーディナッツ）
キュリアス / アサフ
「深夜大戦」に登場。
血界の眷属（ブラッドブリード）や異界人とも違うヴィラン。終焉の書に記されている世界崩壊幇助器具「終天圧縮時計」から発生、もしくは付着していた細胞から再構築された適合者。
自称「あらゆる滅びを手にする男」。ヴェネーノを瞬殺して世界崩壊幇助器具「ナクトヴァの微笑み」を奪取し、ライブラと真っ向から対立する。
全身を時計のパーツに変化させて戦闘行動を行い、終天圧縮時計の能力である時間の高速化を自分の周囲に対して使用することができる圧倒的な戦闘力の持ち主。人格のベースについて明言はされていないが、米国警察への憎悪からもともと終天圧縮時計を所持していた某国の王族との関連性が仄めかされている。かつての名は「アサフ」。
最終的にクラウスの機転によってナクトヴァの微笑みを自らの手で破壊してしまい、激したところをモキートの空間編成術によって永遠の虚に落とされたが、「災蟲競売篇」において配下の「強欲の狂人達（グリーディナッツ）」を招集し、カロプス人蠱を奪取するためHL（ヘルサレムズ・ロット）に返り咲く。なお、本人は「強欲の狂人達」という組織名を「自分は狂っていない」という理由で使いたがらない。
ディム
無精ひげを伸ばした男性。離れた場所を十字架型(正八胞体(テッセラクト)の展開図)にくり抜いて手元に転送する「四次元殺法体（キラーテッセラクト）」という技を使う。
ラージ
VRゴーグルを付けた色黒の少年。岩を操り装甲にする能力を持つ。
クリスティーン
身なりの整ったやや高齢の女性。右腕が虫型魔獣の巣穴になっている。
ルドガー
機械の身体を持つ青年。四つん這いで歩き、植木鉢を抱えている。植木鉢から伸ばした茨を操る能力を持つ。
白牙＆墨牙
左右が白黒に色分けされ、二対の腕を持つ異界人。実際は二体の異界人が融合している。二重螺旋拳という技を持つが、披露する前にヴェネランダに斬殺された。
ナグニサス
永遠の虚に落とされたキュリアスが出会い、仲間にした異界人。影を媒体に移動する能力を持ち、二本の刀を浮遊させて攻撃する。

### その他
ミシェーラ・ウォッチ（Michella Watch）
声 - 水樹奈々
レオの妹。可憐な見た目とは裏腹に気丈な精神の持ち主で、リガ＝エルと対峙した時に自ら神々の義眼の対価となる事を引き受けたため盲目となる。その後、レオに自分の結婚の報告をする為に婚約者であるトビー・マクラクラン（声 - 川島得愛）と共にHL（ヘルサレムズ・ロット）へやって来たが、その真意は婚約者と自分が謎の存在に取り憑かれた事を伝える為であった。
視力を失う前から車椅子で生活している様子が描かれているが、その原因が何かは明らかにされていない。
両目は開くことが出来るが、暗い色のスクリーンが掛かったようになっている。自らの不自由な身体をネタにした「受けにくいジョーク」を言うことがあり、よく周囲の人間を動揺させる。
リガ＝エル＝メヌヒュト
声 - 半田裕典（第1期）、各務立基（第2期）
ウォッチ兄妹の前に現れ、神々の義眼を与えた異界存在。Dr.ガミモヅによれば異界の上位存在のお抱え眼科技師と呼ばれる存在。過去、様々な人間に近しい者の失明と引き換えに神々の義眼を与えている。その目的は明確に語られていないが、Dr.ガミモヅによれば歴史上の大イベントを覗き見するためらしい。
ビビアン（Vivian）＆マスター（Master）
声 - 沢城みゆき（ビビアン）、各務立基（マスター）
HL（ヘルサレムズ・ロット）でカフェ「ダイアンズダイナー」を経営している親子。ビビアンはライブラに入る前に生活が困窮していたレオに何かとおせっかいをかけてくれていた親切で世話焼きな性格で、マスターも皿洗いと引き換えにレオにハンバーガーを振る舞うなど、ダイアンズダイナーでは血筋を感じさせる親子模様を見ることができる。
マスターの妻でありビビアンの母親でもある「ダイアン」が大崩落の際に行方不明になっており、捜索のために彼女の名をつけた店を出してHL（ヘルサレムズ・ロット）に滞在している。
ヨグ＝グフォト
声 - 半田裕典
「魔封街結社」に登場。
異界の魔神。等級は神性存在2種。フェムトに左半身と右半身の2つに割られ、術で生かされた状態でHL（ヘルサレムズ・ロット）に召喚された。割られた激痛に耐えながら自身の片割れを探して元の姿に戻ろうと暴れ回る。その容姿から作中では「半神」と呼ばれる。本来の姿に戻ればHL（ヘルサレムズ・ロット）の結界を破壊するほどの力を持つ。
グァバラ＆ノモナイ
声 - 西村知道（グァバラ）、桐本琢也（ノモナイ）
「魔封街結社」＆テレビアニメ第1期第12話「Hello,world!」に登場。
グァバラはコメンテーターらしき異界人で、ノモナイはキャスターの男性。作中ではワイドショーに出演しており、ノモナイの問いかけにグァバラが「はぁい」と答えるのみ。
ヤハビオ（Yahabio）＆シボロバ（Shiboroba）＆ウデシウボ（Udeshiubo）
声 - 山路和弘（ヤハビオ）、後藤哲夫（シボロバ）
「幻の幽霊車両（ゴーストワゴン）を追え!!」に登場。
運び屋の異界人3人組。クライスナー・ガラドナ合意で禁止されている食人用の人間を真空パックに詰めた「人間パック」を作り、シボロバの幻術でクリーニング屋のトラックを装った異界車両で異界へ運び売買しようとしていた。神々の義眼でこれを見破ったレオを拘束するが、最後はクラウスに異界車両を破壊され3人とも捕獲された。
DJファンゴ
声 - 杉山紀彰
「幻の幽霊車両を追え!!」＆テレビアニメ第1期第10.5話特別編「それさえも最低で最高な日々」に登場。
HL（ヘルサレムズ・ロット）内で放送されているラジオ番組「WHLミストストリーム」のDJ。姿は描写されないものの、台詞から複眼を持つ異界存在であることが示唆されている。総集編は「Lの悲劇」ことレオとファンゴの対談という形で進行する。レオの悩みを親身に聞いているようで番組の進行のことばかり考えているしたたかな人物。
ドン・アルルエル・エルカ・フルグルシュ（Don Arlelelle Eruca Fulgrouche）
声 - 飯塚昭三
「世界と世界のゲーム」に登場。
その影響力の大きさから神性存在とも並び称される、異世界有数の顔役。本来なら人界はおろか異界の住人すら「謁見」出来る「存在」では無いが、同時に無類のプロスフェアー愛好家でもあり、対局者の望みを聞き、それ相応の時間の対局を対価として願いを叶える。
時の流れを意のままに操ることも児戯に等しく、およそ人が願うことならばどのようなことでも容易く叶えることが出来る。また異界の裏情報の収集力も群を抜いているらしく、ライブラが総力を挙げて掴めなかった情報の提供にすら応じる（この手の願いの難度は通常を上回るらしく、クラウスの場合は直前の非礼と合わせて99時間の対局が対価となった）。1200年ほどの年月をプロスフェアー研究に費やしており、クラウス曰く「恐らくは未来永劫人類がプロスフェアーで彼に勝利することは無い」。そのため、彼との対局は建前上プレイヤーが勝てば設定した時間に関係なく契約を履行してもらえるのだが、事実上時間まで投了しないよう守り続けるしかない。なお、負けた者は対価として脳を奪われ、死ぬまで彼の相手をさせられる。
コルシコフ・ウルツェンコ（Korsakov Ulchenko）
声 - 三上哲
「世界と世界のゲーム」に登場。
チェスの最高位「グランドマスター」の称号を持つ男性。人類で最もプロスフェアーに精通していると自負している。祖国に核を保有する力を持たせる為にアルルエルとの試合を行った。対価として9時間、口封じにクラウス達を消す事で1時間の計10時間のゲームを要求されたが、残り2分で詰みとなった。
フランチェスコ・ラゾローロ
「トーニオ・アンドレッティ最後の19時間」に登場。
トーニオが所属していた、イタリアマフィアボスの老人。トーニオに遊ぶ金を渡したりと表向きには気前の良い人物で、トーニオからは「仏のラゾローロ」と称賛されていたが、実際はトーニオをギリカの生贄にしようと企んでいた。しかし、ギリカがトーニオを気に入った事で、自身が逆に生贄にされる事となった。
ギガ・ギガフトマシフ
「Day In Day Out」＆「マクロの決死圏」に登場。
世界最大の「個人」。アルファベットの「b」のような体に何とも言えないクモのようなカニのような多脚を持つ異界人。
彼の移動時にはHL（ヘルサレムズ・ロット）に警報が出され住民は自己責任で回避しなければならない。移動時にビルを足で擦ってしまい「うわごめん」と謝っているが、以降喋っているような描写はなくどのくらいの知性があるかは不明。居宅も不明だが、夜中にはHL（ヘルサレムズ・ロット）の街中で座して眠り込んでいるところもみられた。爵位は伯爵。リールが巨大化した際は、街を守るためか姿を現したが、リールが自分と同じサイズまで巨大化するとすぐに逃げ出した。
黃 泰鴻（ファン タイホン）
声 - 若林佑
「Day In Day Out」＆「ミッドナイト・ブルー」に登場。
スティーブンの私設部隊に所属する男性。
ヴェデッド
声 - 渕崎ゆり子
「Day In Day Out」に登場。
スティーブンが雇っている家政婦の異界人。彼女が作るローストビーフはスティーブンのお気に入り。ガミエル、エミリーダ（声 - 小堀幸）という2人の子供がいる。
ハンフリータイガー＆増田・ジェイソン・寅吉
声 - 安元洋貴（タイガー）、朝倉栄介（寅吉）
「Day In Day Out」に登場。
タイガーは大男、寅吉はモヒカン頭の小太りの小柄な男。2人ともHL（ヘルサレムズ・ロット）へ来た観光客で、街でぶつかったレオに暴行を加えた挙句、ミシェーラへの仕送りが入った財布を巻き上げる。
夜、飲んでいた酒場へ財布を取り返しに来たレオを返り討ちにし飲み直そうとするが、いつの間にかカウンターに座っていたチェインの誘惑に負け飲み比べの賭けをする。その結果、先に酔い潰れてしまい、チェインにレオの財布を取り返され、さらに自分達の財布まで奪われてしまう。その為2人とも飲み代を払えなくなった為、文字通り身体で払わされることになってしまった。
トレイシー
声 - 福沙奈恵
「Day In Day Out」に登場。
バナルカデス呪術族の血を引く娼婦。愛猫家で、ミザリアというネコを飼っている。姉のエリザベス（声 - 伊藤静）がいる。ザップとは懇意の仲。
行方不明になったミザリアの捜索をザップに依頼した際、同衾していた娼婦シャローン（声 - 櫻庭有紗）の言葉に激高して彼女の乳房とザップの自称「インフィニットマグナム」に呪術をかけて捜索に駆り出した。その際に乳房を爆破されたシャローンは一命を取り留めたらしい。
「ザップ・レンフロ 因果応報中！」でも再登場。何らかの理由でザップに怒っており、姉と共に凶悪な悪戯を仕掛けてネットで拡散した結果、ザップに反感を持つHL（ヘルサレムズ・ロット）中の人型種族が集う大騒ぎを呼び起こしてしまった。
アリス・ネバーヘイワーズ
声 - 沢海陽子
「パンドラム・アサイラム ラプソディー」＆「震撃の血槌」＆「鰓呼吸ブルース」＆「マクロの決死圏」に登場。
パンドラム・超異常犯罪者保護拘束施設（アサイラム）獄長。ハマーとブローディを監視する立場にある。深いほうれい線が目立つ、頬のこけた色白の女性。
生真面目で厳格な振る舞いをし、自らの職務に強いプライドを持っている。一方で、ハマーに対して1人の女性としての好意を抱いているような描写が見られる。
本人の戦闘力は高くないが、パワードスーツ「対凶悪囚人用鎮圧殲滅看守スケルトン・バルトーチャー44型」に搭乗して戦った場合、凶悪犯1000人を同時に相手取れるパフォーマンスを発揮し、クラウスの実力を測った際には彼に殺生する気が無かったとはいえ決して軽くない負傷をさせる戦いぶりを見せた。
「鰓呼吸ブルース」にも僅かであるが登場し、ライブラの新年会にハマー達の代わりに参加していた（ハマー達はタブレット端末越しではあるが参加）。
グレゴール・マキシマス
声 - 高橋広樹
「拳客のエデン」に登場。
エデンに所属する人類の青年。クラウスと最初に対戦する予定だったが、人類同士の対戦に苛立ったジャグラノーズに対戦直前に殴り飛ばされた。
ジャグラノーズ
声 - 木村雅史
「拳客のエデン」に登場。
エデンに所属する、甲殻類の様な体を持つ異界人。対戦相手が人類だろうが容赦は無いが、オズマルド曰く「プロ」で、対戦相手を殺す事は無い。グレゴールを殴り飛ばした後にクラウスと対戦するも瞬殺される。
アマグラナフ・ルォーゾンタム・ウーヴ・リ・ネジ
声 - 大谷育江
「Don't forget to don't forget me.」＆「人狼大作戦」に登場。
通称ネジ。ハンバーガーが大好きな食いしん坊な異界人。キノコのような体を持ち、限界以上のストレスがかかると、自分含めた周り全ての存在の記憶を飛ばす胞子を出す（ガスマスクで防げる）。
自分の母の存在は知っているものの、お互いに親子だと覚えていない（恐らく前述の胞子のせい）。
レオと親しくなり、よく一緒にハンバーガーを食べる仲になるが、胞子の能力を知ったロジャーとマーティンに狙われて拉致されてしまう。彼を助けようとしたレオが暴行されるのを見て怒りのあまり胞子を全開放した結果、レオとはお互いのことをすっかり忘れてしまうが、しばらく後に再び同じ場所で顔を合わせ、以前と同じ調子でまた友人となった。その後も度々レオとは交流がある。
ロジャー＆マーティン
声 - 塩屋浩三（ロジャー）、梶裕貴（マーティン）
「Don't forget to don't forget me.」に登場。
配達員2人組。ロジャーは黒い肌で恰幅のいい体格で、マーティンは金髪で顔にソバカスがある。多額の借金を2人で背負っており、そんな生活から脱する為にネジの胞子を悪用しようとするが、最終的にネジの胞子を直に浴び、どちらも重度の記憶喪失に陥った。
ベルベット・WS・ラインカイマー
声 - 林真里花
「人狼大作戦」に登場。
人狼局に在籍していた人狼でありながら、金の為に他の人狼を捕える「人狼吊し」と呼ばれる行為を行っていた女性。人狼局を裏切った末に負傷し力を失ったが、その後サングラスにピアスをつけた姿に整形してHLに潜入。ゼオドラと契約し、知覚神経を数百倍に強化して人狼の存在を捉える能力を手に入れる。罠を仕掛けて人狼局のメンバー達を拘束するが、存在を限界まで希釈したチェインを追跡するために能力をフル開放したことが災いし、チェインがわざと実体化した拳銃の引き金を引かせられ、増幅された轟音と衝撃によって死亡した。
キリシマ・エイジ
「The Outlaw of Green」に登場。
弱小暴力団「滑塵組」の組員。趣味の園芸を昇華させて、人間を15分間不死身の怪物に変身させる苗を栽培。戦闘サイボーグ組員が多数所属する巨大ヤクザ組織「九頭見会」と対立する。自身が怪物化した際の抗争が原因で両親を失った少女メイヴィを引き取って育てており、罪の意識に苛まれ続けている。
リール
声 - 野島健児
「マクロの決死圏」に登場。
レオの友人である異界の住人で、キャッチボールの球を掴もうとして骨折するほど虚弱な体の持ち主。ゲムネモに改造され、巨大化する騒動を引き起こした。ゲムネモの改造が解かれた後はその反動で以前よりも小さな体になる。
機装医師リ・ガド
声 - 子安武人
「マクロの決死圏」に登場。
知性を持った菌類。バスケットボールサイズの移動式医療ポッドで行動しており、本人はミジンコそっくりのパワードスーツを着ている。テロリスト病原菌であるゲムネモを捕らえる為にHL（ヘルサレムズ・ロット）にやって来た。
ゲムネモ
声 - 加瀬康之
「マクロの決死圏」に登場。
リ・ガド同様、知性を持った菌類で、機械の体に白黒斑の不気味な顔のついたパワードスーツを着ている。魔導科学を極め筋組織を衝撃で膨張・巨大化させる改造をリールに施した。破壊を楽しむ性格で抵抗するリールを洗脳しようとするが、音速猿によって捕獲された。
ヌズルバ
声 - 丹沢晃之
「マクロの決死圏」に登場。
チンピラの異界人。巨体と先端に手が生えた指が特徴。レオとリールに暴行して金を巻き上げた。リールは度々彼の暴行に遭っているらしく、全身骨折させられた事もあったという。これらが原因で、ゲムネモによって力を得たリールに仲間（声 - 浜田洋平）諸共報復を受けた。
次元怪盗ヴェネーノ
「エスケープ フロム ペイン チェインリアクション」＆「深夜大戦」＆「V・次元血統」に登場。
異次元の物質を刀身にした刀「無銘（センツァノーメ）」を用い、空間を斬る次元刀斬法を操る怪盗。顔の右半分にひび割れたような紋様の仮面を着けている。カテゴリは一種人類B（義体サイバネ手術の記録無し）。
「エスケープ フロム ペイン チェインリアクション」ではマフィアのフェレンコファミリーの巨大な金庫を狙い、地下水道からマフィアがいるビルの金庫の床下までを刳り貫いて金庫を落とす事で盗もうとしたが、落とす際に偶然通りかかった大空亜蟲（レッドヘッド）がビルに衝突しそのまま金庫を食べてしまい失敗に終わる。
「深夜大戦」ではキュリアスとの交戦で体をバラバラにされ死亡する。仮面の下には真っ黒な「空洞」があり、HL（ヘルサレムズ・ロット）警察に回収された頭部はその空洞に巻き込まれるようにして裏返って消失した。「無銘」とは何らかの契約で結びついており、その契約を破棄する方法を探していた事が示唆されている。
マグラ・ド・グラナ
声 - 佐々木敏
「幻界病棟ライゼズ」に登場。
本のような体と、機械のような1本の腕に杖をつけた異界の存在。患者を助けるために改造施術を望むルシアナに融合式思念直結医療器具ファーデムトリガを埋め込む。その後、幻界病棟ライゼズとなった病院の院長を務める。
ザメドルの愛犬
声 - 保村真
「幻界病棟ライゼズ」に登場。
ザメドルが飼っている「食獣動植物」と呼ばれる存在。イヌの骨と食虫植物を合わせたような姿をしている。複数の触手で捕食を行う他、種子を飛ばした相手の生命エネルギーを吸い続けられる。初めて現れた際は4足歩行だったが、3年後に再び現れた際には2足歩行になり、言葉も喋るようになる。
「My Life as a Doc」でも再登場。「幻界病棟ライゼズ」でクラウスが飼い主であるザメドルを密封した後、ルシアナが飼っている。
ミラ・ゴードン
声 - 田村ゆかり
「鰓呼吸ブルース」に登場。
サイボーグ軍事企業であるヴァルハラ・ダイナミクスを経営している少女。ヘルメットのようなヘッドフォンを常につけている。性格は冷酷非情で、側近からは「お嬢様」と呼ばれる。経営手段は対立組織を常に緊張状態にさせ兵器を高値で売りつけるものであるが、それゆえ世界への影響力・兵器の性能は高く、彼女の部下のサイボーグに泥酔したツェッドはなすすべなく倒され、本社に潜入しようとしたチェインですら一時ためらうほどである。
度を越したオーディオマニアで、音楽に逃げ込むことによって周囲の雑音を排除することで安息を覚える性質。そのことからツェッドの呼吸器エアギルスを幻の超高性能ヘッドホンと勘違いして即襲撃・強奪し、ライブラに報復行為を受けることになった。
Dr.ガミモヅ
声 - 関俊彦
「妖眼幻視行」に登場。
「神々の義肢」の調査と研究をしている異界の存在。自身を改造しており、鋏のような手と数個の棺桶を持ち、体内にミシェーラの恋人トビーを取り込み、そして右目には神々の義眼を取り付けている。神々の義眼を駆使してあらゆる対象から自分を感知できなくしているため、同じ義眼保有者であるレオ以外にその存在に気が付くことはできない。神々の義肢の調査と研究のためなら手段を選ばない卑劣漢で、レオを妹と引き換えに取り込もうとする。
レオの決死の頭突きによって自らの義眼を破損した挙句、直後に駆け付けたライブラメンバーと応戦しようとするもののクラウスの無言の拳を受けて爆散した。
フランツ・アッカーマン
声 - 堀内賢雄
「ライツ、カメラ、アクション！」に登場。
アメリカ合衆国下院議員。HL（ヘルサレムズ・ロット）もアメリカの一部と考え、大統領特使としてHL入りしたが、デューラーに襲われる。首だけになっても動じず、冷静沈着でいられる傑物。レオと行動を共にし、ライブラの活躍によって生還した後は見事な演説を行った。
レイチェル・ワーシントン
声 - 園崎未恵
「ライツ、カメラ、アクション！」に登場。
アッカーマンの秘書。眼鏡をかけた金髪の女性。アッカーマンを心配しているように振る舞っていたが、実は人間至上主義で異界存在を忌避しており、HL（ヘルサレムズ・ロット）との戦争を行う大義名分を欲してデューラーに情報を漏らしていた内通者である。
首無し公デューラー
「ライツ、カメラ、アクション！」に名前のみ登場。人間、異界人を問わず数百もの生首をコレクションしており、『「D」の優雅な展示室』というサイトで公開している。首には1つ1つにライブカメラが設置されており、会話することも可能。
虫
声 - 青山穣
「ゲット・ザ・ロックアウト！！」に登場。
急激に進化を遂げた虫。プラナリオの騒動によりライブラメンバーが事務所を空けた際に突如増殖し、唯一事務所に残っていたアニラを巻き込んで事務所を占拠する。事務所に入り込んだ際は小さな虫であったが、最終的に人型になり、さらにクラウスに電話をかけて彼の声を聞く事で人間の言語を習得するまでに至った。
ドクター・プラナリオ
声 - 不明
「ゲット・ザ・ロックアウト！！」に登場。
細長い下半身を持つ怪人。体組織の一部が残っていても、そこから自身を再生する能力の持ち主。上記の虫同様に生物が急激に進化した存在である事が示唆されている。1年前に確保・収監された筈だが、突如ライブラ事務所近くに現れプラナリアのような姿の手下を使役して暴れ始める。しかし、スティーブンのエスメラルダ式血凍道により速攻で対処された。
セルゲイ
「Angry Young Merman」に登場。
体の一部がクラゲ化する病気「ジェリーフィッシュインフェクション」に罹患した男性。その見た目と「病気」という理由から差別されている。自身のせいで娘のエレンに迷惑をかけていることに心を痛めている。
エレン
「Angry Young Merman」に登場。
セルゲイの娘。父親のせいで中傷を受けることからぐれて夜遊びしている。「アグニの角質」を飲み、全身から発火したが、父親の病気のおかげで一命をとりとめた。
売人
「Angry Young Merman」に登場。
「アグニの角質」の売人だが、製造の元締めでもある。社会の屑を消し去るために薬を売りに出している。
モキート
「深夜大戦」＆「V・次元血統」に登場。
空間編成術者。フードを被った異界人で、ヴェネーノの相棒。語尾に「〜〜」をつけた間延びした口調で喋る。
ヴェネーノの不可解な瞬間移動の仕掛け人であり、クラウスと交戦する彼を助けていたが別行動していたレオらに拘束された。その後、相棒を殺したキュリアスに報復するためにライブラに協力し、のちに収監された。収監後、時々レオに差し入れを貰っている模様。
ヴェネランダ
「V・次元血統」に登場。
人類の少女。次元怪盗ヴェネーノの実の娘。
父親の根城であるビルに会計士のゴードンとともに幽閉同然に閉じこもって暮らしていた。叛逆した警備員たちによって父の死を知らされたことによって「無銘」を受け継ぎ、父譲りの次元刀斬法によって危機を脱する。以後は父の遺言である「我が一族に切り拓けぬ道無し」の言葉に従ってビルの外に出て、新たな人生を歩み始めた。
「災蟲競売篇」にて再登場し、ズールディーズオークションを会場毎両断する。その時にカロプス人蠱が切断されたことで混迷が生まれる中、父の仇であるキュリアスと刃を交えることとなる。
機械公ボルドイ・ミンクス
「My Life as a Doc」に登場。
Z級指名手配犯。肉体を自由に変化させ、機械と融合する能力を持つ。逃走中にブラッドベリ中央病院の敷地に入ったことから保護され、治療を受けた。退院時に警察との戦闘で負傷し、再び入院しようとしたが、クラウスによってバラバラにされ、肉片となった状態で超硬質有機素材の箱に収められた。
ギネス・パルロー
「Be quiet & Follow me.」に登場。
「女王蜂（クイーンビー）」の二つ名を持つ女性技術屋で、パトリックの元恋人。ルッダールダ対策マシンの担当技師。アンドリューという息子がいたが、大崩落起因精神感応疾患にかかり、のちに死亡した。「我らの威風解放戦線」によって「息子が生きている」という暗示をかけられ、大僧正召喚の手助けをさせられた。パトリックによって暗示が解け、もう一つの対策兵器の整備を手伝った。
大僧正ルッダールダ
「Be quiet & Follow me.」に登場。
ザップ曰く「ノーパン大僧正」。普段は封印されているが、ひとたび信者によって召喚されると無差別大量破壊を行う。強力な魔法防壁によって護られているため、倒すことは容易ではない。
デナルド・バートラー
「災蟲競売篇」に登場。ズールディーズオークションの総支配人。
リチャード・インセイン・フー
「災蟲競売篇」に登場。カプロス人蠱を落札した男性。裏社会で高い地位についていると思われる。ヴェネランダによってカプロス人蠱が斬られ、中の人間が減った状態で使用していたためか肉体が浸食され、人蠱に取り込まれてしまった。

## 用語
ヘルサレムズ・ロット（Hellsalem's Lot、略称HL）
本作の舞台となっている都市。3年前に起こった「NY（ニューヨーク）大崩落」と呼ばれる未曾有の大災害によって紐育が崩壊するが、その後再構築され、異界（ビヨンド）と現世が交わる異形の都市ヘルサレムズ・ロットとなった。人類（ヒューマー）と異界人とが共存して暮らしており、常に霧が立ち込めている。日常的に超常現象が起きていることもあって治安は極めて悪く、多数の犯罪者や非合法組織が常に暗躍している。
その中心部は異界に通じており、永遠の虚（ウロ）と呼ばれる。また異界そのものはHL（ヘルサレムズ・ロット）が構築される以前にも人界に時折噴き出すように繋がっていた。
外部との交通は関門に限られており、それ以外の場所からの侵入を試みた場合、全貌がまったく掴めないタコのような巨大な神性存在の足に襲われ抹殺される。このタコ足はかつて現代より未来にあたる世界観上のアメリカ海軍第二艦隊の総攻撃もまったくの無傷のまま返り討ちにしており、異界技術と融合した現在の兵器はおろか､半神を圧倒したザップをして「死ぬぜ、その弟子（ツェッド）が」言わせる程の存在であり人界の超人や異界の怪物どもでも手の付けられない神性存在である。
ライブラ（Libra）
HL（ヘルサレムズ・ロット）で暗躍する超人秘密結社。「牙狩り」と呼ばれる世界規模の組織の一構成部署で、世界の均衡を保つことを名目に活動している。その内容は異界にまつわる超常現象の鎮静化だけでなく、暴動の鎮圧や各種犯罪の摘発まで多岐に渡る。その性質上多方面に恨みを買っており、更にその全容は徹底した秘密主義に守られているため、ライブラの実態に迫る情報は極端な高額で取引されている。公式には非合法組織の扱いらしく、ダニエル・ロウ警部補に「逮捕したいのは山々」と言われながらも協力を要請されている。
様々な分野の特技を持つ構成員がHL各地で活動している。戦闘要員には昔から化け物退治を生業にしていた人間が多い。
血界の眷属（ブラッドブリード、Blood Breed）
人知を超えた存在が、DNAに直接術式を書き込むという方法で人間を改造し作り上げた異界の住人。俗に吸血鬼とも呼ばれる存在で、外見は通常の人間と全く変わらないが、鏡や光学機器には映らない。また羽のような緋色の光を纏っているとの伝承があり、実際に神々の義眼を通すとそのように見える。
その戦闘力、特に長老級は十分に人外と呼べる戦闘力のライブラの面々を遥かに上回り、転化したての存在でもHLの機動装甲警官隊（上記のように異界技術による強力なもの）を虐殺するほどの力を持つ。人間の死体を屍喰い（グール）に変える能力がある。冗談のような再生能力を持つ不死身の存在であり、ただ単に灰にしただけでは一瞬にして復活をしてしまい血法のような特殊な戦闘術でなければまともなダメージを与えられない（それでも完全に滅ぼすことは現在でも不可能）。近未来の技術と異界技術が融合した強力な兵器､銃火器や対象を跡形もなく消し飛ばしたり、底なしの大穴を開ける爆弾や空間ごと消滅するような武器､多元宇宙の領域を遥かに超える存在もいる神性存在の力を使う現実を改変する兵器（最低でもアレフ2次元以上の力)でも当然意味がない。呪術的な存在であるためか、「名を呼ぶことの出来る存在」になることを忌避しており、その諱名を知ることで存在の本質を捉えることができ（力を弱らせる、動きを鈍らせ止めるなども加えて)、下記の時間系能力に関係するブレングリード流血闘術で封印が可能になる。
眷属の中でも、最初期に現れた図抜けて完成度の高い13体は「創製されし13長老（エルダーズサーティーン、Elder 13）」と呼ばれ、1943年10月に人類がその内の1人と対決した時には、戦艦1隻を乗っ取られ343人の乗組員が全滅する大敗北を喫している。これと同レベルの高位の眷属は「長老（エルダー）級」と呼ばれる。長老は13体と思われたが、永遠の虚の底にはその現世にいる長老級よりも羽から大きな光をだす者達が星の数ほど存在し、中には途轍もない大きさの緋色の羽を持つ者もいる。
ブレングリード流血闘術
クラウスが用いる格闘技。ナックルガードをつけた拳打が基本戦術で、更に血で巨大な剣や盾を作り、攻撃や防御に用いる。血界の眷属を「密封」することができる唯一の技を持ち、裸獣汁外衛賤厳からは「滅獄の血」とも呼ばれている。能力の性質は不明だが、ザップ曰く「燃やしたり凍らせたりするのとは『段階』が違う」とされ、時間の流れを操るキュリアスは「時に手をかける」能力と分析していた。
 ??式 十字血棺掩壕（ディバンカーフォンクロイツザーグ）
自分や複数の人間の体を巨大な十字架の中に入り込ませ防御行動を取る。
02式 散弾式連突（シュロートフィッシャー）
初登場は週刊少年ジャンプ出張番外編。前方に無数の小型の十字架を発射する。
11式 旋回式連突（ヴィルベルシュトゥルム）
初登場は第1巻。血で小型の十字架を作り出して周囲の敵を同時に制圧する。
15式 狙撃式単突（スナイパーフォーメルシュラーク）
Back 2 Back第3巻で、ヴェネーノに対して使用。
32式 電速刺尖撃（ブリッツウィンディヒカイトドゥシュテェヒェン）
十字架型の細剣で串刺しにする。
39式 血楔防壁陣（ケイルバリケイド）
初登場は第7巻。複数の血の十字架で相手を拘束する。
111式 十字型殲滅槍（クロイツヴェルニクトランツェ）
初登場は第1巻。巨大な血の十字架を作り出して相手に叩きつける。
117式 絶対不破血十字盾（クロイツシルトウンツェアブレヒリヒ）
初登場は第3巻。凄まじい強度を持つ十字架の盾を出現させる。複数同時に出現させる六連（ゼクスドッペル）という派生型も存在する。テレビアニメ版第1期では74式。
999式 久遠棺封縛獄（エーヴィヒカイトゲフェングニス）
初登場は第2巻。血の十字架によって「血界の眷属（ブラッドブリード）」を「密封」し無力化・封印を行う。
「血界の眷属（ブラッドブリード）」を閉じ込めた十字架は最終的に手の平に乗る程度のサイズになる。スティーブンの台詞から現在人類が「血界の眷属（ブラッドブリード）」に対抗する唯一の方法であることが推察される。
発動の前準備として、封印する「血界の眷属（ブラッドブリード）」の諱名を呼び、対象の「存在」を捉えるプロセスを必要とするため、事実上レオとの連携があってはじめて行使可能となる大技。
対象の「存在」さえ捉えられていれば「血界の眷属（ブラッドブリード）」以外の相手に使うこともできるが、何らかの事情で「血界の眷属（ブラッドブリード）」以外の相手に使うことは固く禁じられている。

斗流血法（ひきつぼしりゅうけっぽう）
ザップとツェッドが用いる戦闘術。裸獣汁外衛賤厳が創始したもので、自らの血液を刃や糸など様々な形に変化させ、自在に操る。それに加えて「火」「風」のそれぞれの属性を血液に付加し、対象を燃やしたり吹き飛ばしたりすることができる。
創始者である賤厳は、火と風の2つの属性の血液を混ぜ合わせず体に循環させ、必要に応じてふたつの属性を自在に使い分けているが、賤厳以外には体得できない人外の領域を遥かに超越する技術であったため、火の属性を斗流血法・カグツチ、風の属性を斗流血法・シナトベにそれぞれ分派し、前者をザップが、後者をツェッドが継承している。
刃身（じんしん)
血を武器として形成する斗流の技術。カグツチもシナトベも形状は変わらない。
刃身ノ壱 焔丸（ほむらまる）
ザップが主に扱う日本刀型の刃身。
刃身の弐 空斬糸（くうざんし）
ザップ・ツェッド両名が操る、血で形成した糸。
太さや長さは任意で操作可能だが、細く長く形成していくにつれ術の維持に強い集中力を必要とする。
その性質上攻撃力はないが応用が効き、移動物に付着させて追跡の目印としたり、人を縛り上げたり、割れたガラスケースを抑えたりするシーンがある。
刃身の四 紅蓮骨喰（ぐれんほねばみ）
ザップが操る巨大な大剣。峰の部分にある突起の間から爆炎を吹き出し斬撃を加速させる。大型の軍用パワードスーツを相手取るために使用した。
刃身の伍 突龍槍（とつりゅうそう）
ツェッドが主に操る極細の三叉槍。投擲したこの刃身を空中で「空斬糸」に変形させることも可能。
刃身の六 紅天突（くれないてんつき）
ザップが操る刃身。一インチ等間隔に無数に枝分かれする刃を形成し、対象を一振りで無数の肉片に変える。小説版の設定として登場。
刃身の拾 双翼刃（そうよくじん）
ツェッドが操る刃身。ククリナイフ形状の一対の短剣。それぞれから別々に血法を発動することができる。
刃身の拾弐 双炎焔丸（そうえんほむらまる）
ザップが操る刃身。焔丸の二刀流。
刃身の拾参 貂熊爪（くずりづめ）
ザップが操る刃身。真胎蛋の眼のような器官を破壊するのに用いた爪型の刃身。
刃身の参拾六 月輪剣（げつりんけん）
ツェッドが操る刃身。直径１ｍほどのチャクラム。複数出すことができる。
刃身の百壱 焔丸三口（ほむらまるさんこう）
裸獣汁外衛賤厳が使用した、三本の焔丸を同時に出現させる技術。
刃身の獣
斗流の「禁戒奥義」。普段は裸獣汁外衛賤厳によって封印されており、彼による解放(げほう)を行うことで使用可能となる。
武器を作り出す他の刃身とは違い、体中を覆う鎧のように身に纏い、手数や威力が飛躍的に上昇する。
血液を操る技能を持つ血界の眷属の超高位の存在には模倣することも可能であるようだが、ザップが「ジジイという安全弁無しでブン回すのは自殺行為」と言うほど危険な技でもある。
大蛇薙・七獄（おろちなぎ・しちごく）
第1巻でザップが使用。焔丸で敵を横に一閃した後、発火させて相手を焼く技。
テレビアニメ版では大蛇薙は焔丸での居合斬り、七獄は空斬糸で拘束した相手を爆破する技として描写されている。

赫綰縛（かくわんばく）
主にザップが使用する。空斬糸を太く網目状に展開し、落下物に対するクッションとして扱う。相手を束縛する際にも使用する。
逆さ泡鉢（さかさあわばち）
ツェッドが使用した斗流血法の応用。水と一緒に頭部を血で覆うことで、専用のボンベが無くても陸上で活動することを可能にする。ただし非常にシュールな見た目になり、シリアスな局面であるにもかかわらずレオやザップ、チェインの笑いを誘った。
風編み（かぜあみ）
ツェッドが使用する。血液から風を起こす技。蝶の形に切り抜いた紙を舞わせる大道芸の種である。
天羽鞴（あまのはぶき）
ツェッドが使用する。血液から竜巻を起こす技。それぞれ別の竜巻を発動させる『天羽鞴 二連』も体得している。
八千劈（やちつんざき）
ツェッドが使用する。突龍槍を用いた技であるようだが詳細は不明。
穿ツ牙 七獄五劫（うがつが しちごくごこう）
裸獣汁外衛賤厳が使用したカグツチの技。焔丸を三本相手に突き刺し、柄から伸びた糸状の血から発火、相手を焼き尽くす。
龍搦め 天羽鞴（たつがらめ あまのはぶき）
裸獣汁外衛賤厳が使用したシナトベ（風）の技。空斬糸で相手を拘束した後、竜巻を発生させる。単体として攻撃性能があるかは不明だが、カグツチでの技の火力を大きく向上させる特性を見せた。
七獄天羽鞴（しちごくあまのはぶき）
ザップとツェッドが同時に血法を発動し、火炎を暴風で強化し攻撃範囲と威力を拡大する大技。
エアプラズマカッター（仮）
ザップとツェッドが同時に血法を発動し、カグツチの最高温度の火炎を、シナトベの風で一点に凝縮して超高温の刃を生成する、即席のエアプラズマカッター。分厚い金庫の扉を切開する際にザップの発案で編み出された技である。
紅絡新婦（くれないじょろうぐも）
ザップとツェッドが同時に空斬糸を発動し、チェインを受け止めるクッションとして使った。
轟天招来（ごうてんしょうらい）
ツェッドが使用する。風（シナトベ）の奥義。自身の周囲に巨大な竜巻を複数発生させる。激昂したツェッドが「アグニの角質」の売人に対して発動させた。
鉢砕き・鬼（はちくだき・おに）
裸獣汁外衛賤厳が使用した。大量の焔丸を降らせて相手に刺す技。
幻隼突・甚雨（げんしゅんとつ・ひさめ）
裸獣汁外衛賤厳が使用した。大量の突龍槍を降らせて相手に刺す技。
七獄五劫 天照天羽鞴（しちごくごこう　あまてらすあまのはぶき）
裸獣汁外衛賤厳が使用した、風と火の合わせ技。相手が一瞬でプラズマ化するほどの高火力で焼き尽くす。
爆吼（ばくこう）
ツェッドが使用した技。相手に向かって突龍槍を投擲する。
鉢砕き
ザップが使用した技。武器を大上段から振り下ろす。

エスメラルダ式血凍道
スティーブンが用いる格闘技。出血を促すと同時にその血を底から放出する専用の靴を履いて使用する。蹴りを受けた対象を凍結させることが出来るほか、氷を発生させて壁にしたりそれ自体を打ち出して攻撃することも可能。 血液はいつでも自分の意志で凍結させることができる。
絶対零度の剣（エスパーダデルセロアブソルート）
第2巻で使用。相手を蹴りつけ、そこから相手を凍結させる技。
絶対零度の小針（アグハデルセロアブソルート）
第3巻で使用。小さな氷の針を相手に打ち込むことによって氷漬けにする技。発動時間をずらすことができ、時限式の罠としても使用可能。
絶対零度の地平（アヴィオンデルセロアブソルート）
第3巻で使用。広範囲の地面を凍結させる技。作中では同時に巨大な物体の足元も一瞬で氷漬けにしている。
絶対零度の槍（ランサデルセロアブソルート）
第8巻で使用。足元に発生させた氷と共に相手を蹴りつけ凍結させる。
絶対零度の盾（エスクードデルセロアブソルート）
第10巻で使用。巨大な氷塊をその場に精製し、盾とする技。多面的な攻撃をも防ぎきる。
絶対零度の風（ヴィエントデルセロアブソルート）
Back 2 Back第2巻で使用。範囲内の空間を凍結させる技。
絶対零度の爆撃（ボンバルデオデルセロアブソルート）
Back 2 Back第8巻で使用。周囲に出現させた氷の塊をぶつける。
絶対零度の雨（リウビアデルセロアブソルート）
Back 2 Back第10巻で使用。上部から冷気を浴びせる。

血弾格闘技（954ブラッドバレットアーツ）
銃撃と格闘技を主体とした戦闘術。K・Kが用いる。銃弾に電撃を付加することができ、銃弾を使わずとも電撃は使える。K・Kは近接戦ではハンドガンの二挺拳銃を、遠距離戦ではスナイパーライフルを用いている。
Electrigger 1.25GW（エレクトリッガー ワンポイントトゥウェンティファイブジゴワット）
第2巻で使用。両手に持った銃で相手を撃つ。
STRAFINGVOLT 2000（ストレーフィングボルト ツーサウザンド）
第3巻で使用。ライフルで遠距離の相手を狙撃する。
Levin Ballet 10000（レヴィンバレエ テンサウザンド）
Back 2 Back第1巻で使用。両手に持った銃を使うようだが詳細は不明。
BlitzFire.45（ブリッツファイア）
Back 2 Back第10巻で使用。

神々の義眼
異界の者から妹の視力と引き換えにレオナルドに移植された眼。視力や動体視力に極めて優れているだけでなく、高度な幻影を見破り、血界の眷属のオーラや諱名を見分けることもできる。更には他人の視覚の支配や一度目にしたものの追跡、相手が過去に目で見た記憶を引き出すなど、視覚に関して全能と言えるほどの能力を持っている。使いすぎると眼が高熱を帯び、ヒビが入ることもある。
不可視の人狼
極めて高度な隠密能力を持つ種族。外見は普通の人間と全く変わらないが、その名の通り自由に姿を消すことが出来るのみならず、質量を希釈することで人並み外れた身軽さを実現したり、レーダーなどにも捉えられず壁や障害物を自在に通り抜けることも可能で、因果律に干渉し自分の存在を隠すことまでできる出鱈目な能力。そのため能力を高度に用いると、本人の存在のみならず存在していた事実や痕跡すら無くなってしまう危険がある。これを防ぐ為に、人狼は鍵と呼ばれるこの世界に絶対に戻らなければならない理由を残している。
存在希釈（エグジスティンスディルート）
自らの存在を「希釈」し、透明化する。不可視かつ不可止の存在へと変化する人狼の基本能力。精度や希釈速度には個人差があるらしい。
プロスフェアー（Prosfair）
チェスを基にした異界のボードゲーム。人界にも愛好者が存在する。ゲーム進行によって駒が進化し、また複数の盤で試合が展開する「戦域拡大」、場にある駒全ての属性を変化させる「宣誓」などのルールがあり、極めて複雑な内容になっている。プレイヤーの実力が拮抗するほど複雑さが増し、加えて時間が経つ程に指数関数的に難度が上がる。
終焉の書
紀元前一万年以上前に書かれた神性古文書。まだ言語が成立していない時代のものにもかかわらず、同時期に書かれたと思しき英語、スペイン語、中国語訳の副読本と共に発見された。世界を終わらせるためのありとあらゆる方法が記されている。
ナクトヴァの微笑み
終焉の書に記された、42の世界崩壊幇助器具の一つ。左半分のみの仮面のような形で、機能は不明。出現した際、バスの中を血の海にした。
終天圧縮時計
42の世界崩壊幇助器具の一つ。人界のとある国の王族が所有し、後に米国政府によって回収された。後に保管場所からキュリアスとなって脱出する。時間の流れを操る能力があるとされ、これを使用した際に四つの大都市が時間を高速で進められ崩壊している。目覚めたばかりのキュリアスでも数千年単位の時間操作を一瞬で行うほど。
カロプス人蠱
42の世界崩壊幇助器具の一つ。神出鬼没の競売場・ズールディーズオークションに出品された巨大な壺。内部の空間に百人単位の人間を取り込み、殺し合わせる事によって「滅亡の兵」を生成する、蠱毒の人間版。オークション会場でひび割れたことで中身が漏れ出し、混沌を生み出した。
ロンギナイトAMH（アンチマジックハープーン）
大僧正ルッダールダ対策に使われた、ケイメイア錬金製作所の傑作機械式精密兵器。65536個のゼンマイ式呪文詠唱機が搭載されており、あらゆる防御魔法を無効化しながら目標に向かい自動で突き進む。
ディスペルボーイ改
ネデルハイム型電算式対魔法防御システム。大僧正ルッダールダ対策に使われた、防御障壁を無効化するコンピューター。前回の大僧正召喚時における失敗を踏まえ、頑丈な上に移動用の脚とレーザーガンが搭載されている。メンテナンス中に突如暴走し、ライブラによって破壊された。職員の一人が「我らの威風解放戦線」と入れ替わっていたらしい。
Ex-G.I.（エクストラジーアイ）
アメリカ合衆国大統領直属の精鋭部隊。全身が機械化されている。

## 読み切り版

### あらすじ（読み切り版）
暗闇に蔓延り、人間を襲い血液を貪る血界の種族（ブラッドブリード）。そして毒をもって毒を制す牙狩り。現代の日本で血界の種族ウルズーチカ伯爵と牙狩りクラウス達の戦いが繰り広げられる。

### 登場人物（読み切り版）
ウルズーチカ伯爵
数世紀に渡って生き続けている血界の種族。数多くの兵士（アールマータ）を従えている。
レイナ
日本の女子高生。幼いころに両親を亡くし、アイコの家に引き取られた過去を持つ。アイコがウルズーチカ伯爵にさらわれ、自身もまたウルズーチカ伯爵の牙の餌食になったが、クラウスに救われる。
アイコ
レイナの義妹。ウルズーチカ伯爵に騙され、さらわれた。

## 書誌情報

### 漫画
| 巻数                                                                                          | サブタイトル                                                 | 初版発行日（発売日）                                         | ISBN                                                         |
| 内藤泰弘 『血界戦線』 集英社〈ジャンプ・コミックス〉、全10巻                                  | 内藤泰弘 『血界戦線』 集英社〈ジャンプ・コミックス〉、全10巻 | 内藤泰弘 『血界戦線』 集英社〈ジャンプ・コミックス〉、全10巻 | 内藤泰弘 『血界戦線』 集英社〈ジャンプ・コミックス〉、全10巻 |
| --------------------------------------------------------------------------------------------- | ------------------------------------------------------------ | ------------------------------------------------------------ | ------------------------------------------------------------ |
| 1                                                                                             | 魔封街結社                                                   | 2010年1月9日（1月4日）                                       | 978-4-08-874723-1                                            |
| 2                                                                                             | 世界と世界のゲーム                                           | 2010年11月9日（11月4日）                                     | 978-4-08-870109-7                                            |
| 3                                                                                             | 震撃の血槌                                                   | 2011年5月7日（5月2日）                                       | 978-4-08-870228-5                                            |
| 4                                                                                             | 拳客のエデン                                                 | 2011年12月7日（12月2日）                                     | 978-4-08-870339-8                                            |
| 5                                                                                             | Zの一番長い日                                                | 2012年6月9日（6月4日）                                       | 978-4-08-870435-7                                            |
| 6                                                                                             | 人狼大作戦                                                   | 2012年12月9日（12月4日）                                     | 978-4-08-870558-3                                            |
| 7                                                                                             | マクロの決死圏                                               | 2013年6月9日（6月4日）                                       | 978-4-08-870868-3                                            |
| 8                                                                                             | 幻界病棟ライゼズ                                             | 2013年12月9日（12月4日）                                     | 978-4-08-870869-0                                            |
| 9                                                                                             | 鰓呼吸ブルース                                               | 2014年6月9日（6月4日）                                       | 978-4-08-880078-3                                            |
| 10                                                                                            | 妖眼幻視行                                                   | 2015年4月9日（4月4日）                                       | 978-4-08-880233-6                                            |
| 内藤泰弘 『血界戦線 Back 2 Back』 集英社〈ジャンプ・コミックス〉、全10巻                      |                                                              |                                                              |                                                              |
| 1                                                                                             | ライツ、カメラ、アクション!                                  | 2016年1月9日（1月4日）                                       | 978-4-08-880542-9                                            |
| 2                                                                                             | ゲット・ザ・ロックアウト!!                                   | 2016年9月7日（9月2日）                                       | 978-4-08-880783-6                                            |
| 3                                                                                             | 深夜大戦 Dead of night warfare                               | 2017年9月9日（9月4日）                                       | 978-4-08-881174-1                                            |
| 4                                                                                             | V・次元血統                                                  | 2017年12月9日（12月4日）                                     | 978-4-08-881294-6                                            |
| 5                                                                                             | My Life as a Doc                                             | 2018年7月9日（7月4日）                                       | 978-4-08-881517-6                                            |
| 6                                                                                             | Be quiet & Follow me.                                        | 2019年3月9日（3月4日）                                       | 978-4-08-881770-5                                            |
| 7                                                                                             | 災蠱競売篇／壱                                               | 2019年12月9日（12月4日）                                     | 978-4-08-882151-1                                            |
| 8                                                                                             | 災蠱競売篇／弐                                               | 2020年9月9日（9月4日）                                       | 978-4-08-882501-4                                            |
| 9                                                                                             | 災蠱競売篇／惨                                               | 2021年6月9日（6月4日）                                       | 978-4-08-882672-1                                            |
| 10                                                                                            | 災蠱競売篇／屍                                               | 2022年8月9日（8月4日）                                       | 978-4-08-883202-9                                            |
| 内藤泰弘 『血界戦線 Beat 3 Peat』 集英社〈ジャンプ・コミックス〉、既刊3巻（2025年2月4日現在） |                                                              |                                                              |                                                              |
| 1                                                                                             | 崩落都市2.99                                                 | 2023年7月9日（7月4日）                                       | 978-4-08-883571-6                                            |
| 2                                                                                             | スティーブン・スターフェイズを奪還せよ                       | 2024年4月9日（4月4日）                                       | 978-4-08-883853-3                                            |
| 3                                                                                             | 血の木曜日                                                   | 2025年2月9日（2月4日）                                       | 978-4-08-884291-2                                            |

### 小説
内藤泰弘（原作） / 秋田禎信（著）『血界戦線』 集英社〈ジャンプ ジェイ ブックス〉、既刊2巻（2017年10月4日現在）
| 巻数 | サブタイトル                 | 初版発行日（発売日）     | ISBN              |
| ---- | ---------------------------- | ------------------------ | ----------------- |
| 1    | オンリー・ア・ペイパームーン | 2015年6月9日（6月4日）   | 978-4-08-703366-3 |
| 2    | グッド・アズ・グッド・マン   | 2017年10月9日（10月4日） | 978-4-08-703431-8 |

### 関連書籍
- 『血界戦線 公式ファンブック B5』〈愛蔵版コミックス〉、2016年6月3日発売[32]、ISBN 978-4-08-792506-7
  - アニメDVD同梱版：ISBN 978-4-08-908272-0

## ヴォイスコミック
集英社のヴォイスコミック「VOMIC」として、2012年10月にジャンプ専門情報番組『サキよみ ジャンBANG!』にて放送され、同年11月からVOMIC公式サイトで配信された。

## テレビアニメ
第1期は、2015年4月より6月までMBS・TOKYO MX・BS11にて第11話、10月に第12話が放送された。基本的に設定やシナリオは原作を踏襲しているものの、レオとアニメオリジナルキャラクターであるホワイトの関わりがエピソードとエピソードを繋ぐ縦軸として随所に挿入され、一話完結型の原作に連続性を持たせた構成になっている。最終話（第12話）は30分枠では収まりきらないことが判明したため放送延期となり、本編46分に拡大した上で10月に放送およびイベント上映されることになった。
また、原作コミックス第8巻収録のエピソードをOVA化した「王様のレストランの王様」が、公式ファンブックのアニメDVD同梱版に収録された。
第2期『血界戦線 & BEYOND』（けっかいせんせん アンド ビヨンド）は、2016年12月に制作が発表され、2017年10月より12月まで第1期と同じく、MBS・TOKYO MX・BS11で放送された。制作は引き続きBONESが担当し、第1期から一部スタッフが変更されている。公式の略称は「BBB&B」「B3&B」「B4」。

### スタッフ
|                                                                        | 第1期                                                     | 第2期                                                     |
| ---------------------------------------------------------------------- | --------------------------------------------------------- | --------------------------------------------------------- |
| 原作                                                                   | 内藤泰弘（集英社/ジャンプ・コミックス刊）                 | 内藤泰弘（集英社/ジャンプ・コミックス刊）                 |
| 監督                                                                   | 松本理恵                                                  | 高柳滋仁                                                  |
| 脚本                                                                   | 古家和尚                                                  | 加茂靖子、冨田頼子                                        |
| キャラクターデザイン                                                   | 川元利浩                                                  | 川元利浩                                                  |
| クリーチャーデザイン                                                   | 杉浦幸次                                                  | 杉浦幸次                                                  |
| プロップデザイン                                                       | 神宮司訓之                                                | 神宮司訓之                                                |
| エフェクト作画監督                                                     | 橋本敬史                                                  | 橋本敬史                                                  |
| 美術監督                                                               | 木村真二                                                  | 東潤一                                                    |
| 色彩設計                                                               | 後藤ゆかり                                                | 中山しほ子                                                |
| 撮影監督                                                               | 池上真崇                                                  | 古本真由子                                                |
| CGディレクター （第1期） CGIディレクター （第2期）                     | 松浦宏樹                                                  | 太田光希（第1話 - 第3話） 三宅拓馬（第4話 - 第12話）      |
| 編集                                                                   | 西山茂                                                    | 平木大輔                                                  |
| 音響監督                                                               | 松本理恵                                                  | 明田川仁                                                  |
| 音響効果                                                               | 今野康之                                                  | 今野康之                                                  |
| 音楽                                                                   | 岩崎太整                                                  | 岩崎太整                                                  |
| 音楽制作                                                               | 東宝                                                      | 東宝                                                      |
| 音楽プロデューサー                                                     | 三上政高                                                  | 三上政高                                                  |
| チーフプロデューサー （第1期） エグゼクティブ プロデューサー （第2期） | 川村元気（第2期は企画・プロデュース）、麻生一宏、丸山博雄 | 川村元気（第2期は企画・プロデュース）、麻生一宏、丸山博雄 |
| チーフプロデューサー （第1期） エグゼクティブ プロデューサー （第2期） | 足立聡史、大薮芳広、 吹野史斉、新村秀樹                   | 古澤佳寛、阿相道広、 平田秀夫                             |
| プロデューサー                                                         | 岡村和佳菜、古谷大輔、森亮介                              | 岡村和佳菜、古谷大輔、森亮介                              |
| プロデューサー                                                         | 天野直樹、村上麻衣、 橋本龍、金子敏明                     | 大薮芳広、吹野史斉、 亀井博司                             |
| アニメーション制作                                                     | ボンズ                                                    | ボンズ                                                    |
| 製作                                                                   | 血界戦線製作委員会                                        | 血界戦線 & BEYOND製作委員会                               |

### 主題歌
第1期
オープニングテーマ「Hello,world!」（第2話 - 第11話）
作詞・作曲 - 藤原基央 / 編曲 - BUMP OF CHICKEN、MOR / 歌 - BUMP OF CHICKEN
第1話ではエンディングテーマ、第12話では挿入歌として使用。
エンディングテーマ「シュガーソングとビターステップ」（第2話 - 第12話）
作詞・作曲 - 田淵智也 / 編曲・歌 - UNISON SQUARE GARDEN

第2期
オープニングテーマ「fake town baby」（第1話 - 第12話）
作詞・作曲 - 田淵智也 / 編曲・歌 - UNISON SQUARE GARDEN
エンディングテーマ「ステップアップLOVE」（第1話 - 第12話）
作詞・歌 - DAOKO × 岡村靖幸 / 作曲・編曲 - 岡村靖幸
挿入歌
「Slice and Dice」（第1話）
作詞 - Taisei Iwasaki / 作曲 - Yuki Kanesaka、Taisei Iwasaki / 歌 - BOSE（スチャダラパー）
「Block Scholars」（第1話）
作詞 - Aztech & Paranom / 作曲 - Yuki Kanesaka、Taisei Iwasaki / 歌 - Hybrid Thoughts
「Eternalism」（第2話）
作詞 - Taisei Iwasaki、Sarah C. / 歌 - OH MY GIRL
「A QUEEN OF THE NIGHT」（第3話）
作詞 - Ai Ninomiya、Taisei Iwasaki / 作曲 - Taisei Iwasaki / 歌 - Bilal
「La vie d’ une femme」（第4話）
作詞 - Jill Peacock、Pauline / 作曲 - Taisei Iwasaki / 歌 - Pauline
「GILL BREATHING BLUES」（第7話）
作詞・歌 - Ashwin Shenoy / 作曲 - Taisei Iwasaki
「Poupees Vaudoux」（第8話）
作詞 - Magda Giannikou、Ai Ninomiya / 作曲 - Magda Giannikou、Taisei Iwasaki / 歌 - Banda Magda
「GHADI TJI(You’ll be here)」（第9話）
作詞 - OUM、Ai Ninomiya、Taisei Iwasaki / 作曲 - Taisei Iwasaki / 歌 - OUM
「CAN YOU FEEL IT」（第10話）
作詞・歌 - Saucy Lady / 作曲 - Taisei Iwasaki
「WHITE BEYOND（白い闇の隣）」（第12話）
作詞 - Yasuhiro Nightow、Taisei Iwasaki、Ai Ninomiya / 作曲 - Taisei Iwasaki / 歌 - Sari
「TORTOISE KNIGHT」（第12話）
作詞 - Ai Ninomiya、Taisei Iwasaki / 作曲 - Taisei Iwasaki / 歌 - Ai Ninomiya

挿入曲
「PEBBLE WALTS」（第5話）
作曲 - Taisei Iwasaki
「EASY THINGS」（第6話）
作曲 - Takuya Kuroda、Taisei Iwasaki
「RHAPSODY IN BLUE」（第11話）
作曲 - George Gershwin / 編曲 - Yuki Kanesaka、Taisei Iwasaki

### 各話リスト
| 話数                       | サブタイトル                      | 脚本              | 絵コンテ                  | 演出                      | 作画監督                                                  | 総作画監督        | 放送日時（MBS）   |                   |                   |                   |                   |                   |                   |                   |                   |                   |                   |                   |                   |                   |                   |                   |                   |                   |
| 第1期『血界戦線』          | 第1期『血界戦線』                 | 第1期『血界戦線』 | 第1期『血界戦線』         | 第1期『血界戦線』         | 第1期『血界戦線』                                         | 第1期『血界戦線』 | 第1期『血界戦線』 | 第1期『血界戦線』 | 第1期『血界戦線』 | 第1期『血界戦線』 | 第1期『血界戦線』 | 第1期『血界戦線』 | 第1期『血界戦線』 | 第1期『血界戦線』 | 第1期『血界戦線』 | 第1期『血界戦線』 | 第1期『血界戦線』 | 第1期『血界戦線』 | 第1期『血界戦線』 | 第1期『血界戦線』 | 第1期『血界戦線』 | 第1期『血界戦線』 | 第1期『血界戦線』 | 第1期『血界戦線』 |
| -------------------------- | --------------------------------- | ----------------- | ------------------------- | ------------------------- | --------------------------------------------------------- | ----------------- | ----------------- | ----------------- | ----------------- | ----------------- | ----------------- | ----------------- | ----------------- | ----------------- | ----------------- | ----------------- | ----------------- | ----------------- | ----------------- | ----------------- | ----------------- | ----------------- | ----------------- | ----------------- |
| 第1話                      | 魔封街結社                        | 古家和尚          | 松本理恵                  | 佐藤育郎                  | 水畑健二                                                  | 川元利浩          | 2015年 4月5日     |                   |                   |                   |                   |                   |                   |                   |                   |                   |                   |                   |                   |                   |                   |                   |                   |                   |
| 第2話                      | 幻のゴーストワゴンを追え!!        | 古家和尚          | 松本理恵                  | 上原秀明                  | 堀川耕一                                                  | 杉浦幸次          | 4月12日           |                   |                   |                   |                   |                   |                   |                   |                   |                   |                   |                   |                   |                   |                   |                   |                   |                   |
| 第3話                      | 世界と世界のゲーム                | 古家和尚          | 平川哲生 松本理恵         | 向井雅浩                  | 長谷川ひとみ                                              | 川元利浩          | 4月19日           |                   |                   |                   |                   |                   |                   |                   |                   |                   |                   |                   |                   |                   |                   |                   |                   |                   |
| 第4話                      | BLOOD LINE FEVER                  | 古家和尚          | 松本理恵                  | 筑紫大介                  | 富岡隆司                                                  | -                 | 4月26日           |                   |                   |                   |                   |                   |                   |                   |                   |                   |                   |                   |                   |                   |                   |                   |                   |                   |
| 第5話                      | 震撃の血槌                        | 古家和尚          | 松本理恵                  | 孫承希                    | 長谷部敦志 村井孝司 長野伸明（メカ）                      | 杉浦幸次          | 5月3日            |                   |                   |                   |                   |                   |                   |                   |                   |                   |                   |                   |                   |                   |                   |                   |                   |                   |
| 第6話                      | Don't forget to Don't forget me   | 古家和尚          | 長崎健司                  | 黒川智之                  | 稲留和美                                                  | 川元利浩          | 5月10日           |                   |                   |                   |                   |                   |                   |                   |                   |                   |                   |                   |                   |                   |                   |                   |                   |                   |
| 第7話                      | 拳客のエデン                      | 古家和尚          | 宮尾佳和 松本理恵         | 佐藤育郎                  | 水畑健二                                                  | 川元利浩          | 5月17日           |                   |                   |                   |                   |                   |                   |                   |                   |                   |                   |                   |                   |                   |                   |                   |                   |                   |
| 第8話                      | Zの一番長い日 前編                | 古家和尚          | タムラコータロー 松本理恵 | 藤本次朗                  | 堀川耕一                                                  | 杉浦幸次          | 5月24日           |                   |                   |                   |                   |                   |                   |                   |                   |                   |                   |                   |                   |                   |                   |                   |                   |                   |
| 第9話                      | Zの一番長い日 後編                | 古家和尚          | 福田道生 松本理恵         | 阿部雅司                  | 佐藤千春 長谷川ひとみ                                     | 川元利浩 杉浦幸次 | 5月31日           |                   |                   |                   |                   |                   |                   |                   |                   |                   |                   |                   |                   |                   |                   |                   |                   |                   |
| 第10話                     | ラン！ランチ!!ラン!!!/to the end. | 古家和尚          | 伊藤智彦 松本理恵         | 佐藤育郎                  | 富岡隆司                                                  | -                 | 6月7日            |                   |                   |                   |                   |                   |                   |                   |                   |                   |                   |                   |                   |                   |                   |                   |                   |                   |
| 第10.5話                   | 特別編 それさえも最低で最高な日々 | 古家和尚          | -                         | -                         | -                                                         | -                 | 6月14日           |                   |                   |                   |                   |                   |                   |                   |                   |                   |                   |                   |                   |                   |                   |                   |                   |                   |
| 第11話                     | Paint It Black                    | 古家和尚          | 伊藤智彦 松本理恵         | 阿部雅司                  | 村井孝司 長谷部敦志 森島範子 諸石康太                     | 杉浦幸次          | 6月21日           |                   |                   |                   |                   |                   |                   |                   |                   |                   |                   |                   |                   |                   |                   |                   |                   |                   |
| 第12話                     | Hello,world!                      | 古家和尚          | 松本理恵                  | 松本理恵                  | 杉浦幸次 長谷部敦志 林宏一 佐藤千春 長谷川ひとみ 川元利浩 | -                 | 10月4日           |                   |                   |                   |                   |                   |                   |                   |                   |                   |                   |                   |                   |                   |                   |                   |                   |                   |
| 特別編                     | 王様のレストランの王様            | 松本理恵 森江美咲 | 松本理恵 吉田泰三         | 松本理恵                  | 川元利浩 杉浦幸次                                         | -                 | -                 |                   |                   |                   |                   |                   |                   |                   |                   |                   |                   |                   |                   |                   |                   |                   |                   |                   |
| 第2期『血界戦線 & BEYOND』 |                                   |                   |                           |                           |                                                           |                   |                   |                   |                   |                   |                   |                   |                   |                   |                   |                   |                   |                   |                   |                   |                   |                   |                   |                   |
| 第1話                      | ライツ、カメラ、アクション！      | 加茂靖子          | 高柳滋仁                  | 佐藤育郎                  | 斎藤恒徳 長谷部敦志                                       | 川元利浩          | 2017年 10月8日    |                   |                   |                   |                   |                   |                   |                   |                   |                   |                   |                   |                   |                   |                   |                   |                   |                   |
| 第2話                      | 幻界病棟ライゼズ                  | 加茂靖子          | 高柳滋仁                  | 大矢雄嗣                  | 稲留和美 楡木哲郎（アクション）                           | 川元利浩          | 10月15日          |                   |                   |                   |                   |                   |                   |                   |                   |                   |                   |                   |                   |                   |                   |                   |                   |                   |
| 第3話                      | Day In Day Out                    | 加茂靖子          | 佐々木美和                | 佐々木美和                | 森島範子                                                  | 斎藤恒徳          | 10月22日          |                   |                   |                   |                   |                   |                   |                   |                   |                   |                   |                   |                   |                   |                   |                   |                   |                   |
| 第4話                      | 人狼大作戦                        | 加茂靖子          | 石平信司                  | 高藤聡                    | 富田恵美                                                  | 川元利浩          | 10月29日          |                   |                   |                   |                   |                   |                   |                   |                   |                   |                   |                   |                   |                   |                   |                   |                   |                   |
| 第5話                      | とある執事の電撃作戦              | 冨田頼子          | 向井雅浩                  | 向井雅浩                  | ヤマダシンヤ 鈴木勘太                                     | 斎藤恒徳          | 11月5日           |                   |                   |                   |                   |                   |                   |                   |                   |                   |                   |                   |                   |                   |                   |                   |                   |                   |
| 第6話                      | ゲット・ザ・ロックアウト!!        | 加茂靖子          | 中山奈緒美                | 蓮井隆弘                  | 長谷部敦志                                                | 川元利浩          | 11月12日          |                   |                   |                   |                   |                   |                   |                   |                   |                   |                   |                   |                   |                   |                   |                   |                   |                   |
| 第7話                      | 鰓呼吸ブルース                    | 冨田頼子          | 松尾衡                    | 大矢雄嗣                  | 藤田しげる 横屋健太                                       | 斎藤恒徳          | 11月19日          |                   |                   |                   |                   |                   |                   |                   |                   |                   |                   |                   |                   |                   |                   |                   |                   |                   |
| 第8話                      | マクロの決死圏 前編               | 加茂靖子          | 中村里美                  | 向井雅浩                  | 稲留和美 森島範子                                         | 川元利浩          | 11月26日          |                   |                   |                   |                   |                   |                   |                   |                   |                   |                   |                   |                   |                   |                   |                   |                   |                   |
| 第9話                      | マクロの決死圏 後編               | 加茂靖子          | 中山奈緒美                | 中山奈緒美                | 富田恵美 ヤマダシンヤ 加藤美穂                            | 斎藤恒徳          | 12月3日           |                   |                   |                   |                   |                   |                   |                   |                   |                   |                   |                   |                   |                   |                   |                   |                   |                   |
| 第10話                     | BRATATAT MOM                      | 加茂靖子          | 佐々木美和                | 佐々木美和                | 長谷部敦志 横屋健太 藤田しげる 林祐己 佐々木美和          | 川元利浩          | 12月10日          |                   |                   |                   |                   |                   |                   |                   |                   |                   |                   |                   |                   |                   |                   |                   |                   |                   |
| 第11話                     | 妖眼幻視行 前編                   | 加茂靖子          | 松尾衡                    | 蓮井隆弘 いとがしんたろー | 稲留和美 森島範子 ヤマダシンヤ                            | -                 | 12月17日          |                   |                   |                   |                   |                   |                   |                   |                   |                   |                   |                   |                   |                   |                   |                   |                   |                   |
| 第12話                     | 妖眼幻視行 後編                   | 加茂靖子          | 高柳滋仁                  | 大矢雄嗣                  | 川元利浩 斎藤恒徳 藤田しげる                              | -                 | 12月24日          |                   |                   |                   |                   |                   |                   |                   |                   |                   |                   |                   |                   |                   |                   |                   |                   |                   |
| 特別編1                    | ザップ・レンフロ因果応報中！！    | 加茂靖子          | 高柳滋仁                  | 佐々木美和                | 佐々木美和 石田廣二 楊暁鵬 中島美子                       | -                 | -                 |                   |                   |                   |                   |                   |                   |                   |                   |                   |                   |                   |                   |                   |                   |                   |                   |                   |
| 特別編2                    | バッカーディオの雫                | 加茂靖子          | 中村里美                  | 大矢雄嗣                  | 川元利浩 斎藤恒徳 石田廣二 楊暁鵬 星野初音                | -                 | -                 |                   |                   |                   |                   |                   |                   |                   |                   |                   |                   |                   |                   |                   |                   |                   |                   |                   |

### 放送局
| 放送期間                 | 放送時間                     | 放送局       | 対象地域   | 備考                                                   |
| ------------------------ | ---------------------------- | ------------ | ---------- | ------------------------------------------------------ |
| 2015年4月5日 - 7月5日    | 日曜 2:28 - 2:58（土曜深夜） | 毎日放送     | 近畿広域圏 | 製作参加 / 字幕放送 『アニメシャワー』第2部            |
| 2015年4月6日 - 7月6日    | 月曜 0:00 - 0:30（日曜深夜） | TOKYO MX     | 東京都     |                                                        |
|                          | 月曜 0:30 - 1:00（日曜深夜） | BS11         | 日本全域   | BS放送 / 『ANIME+』枠                                  |
| 2015年9月14日 - 11月23日 | 月曜 22:00 - 22:30           | アニマックス | 日本全域   | BS/CS放送 / 字幕放送 リピート放送あり / 特別編は未放送 |

| 放送期間       | 放送時間                     | 放送局       | 対象地域   | 備考                                    |
| -------------- | ---------------------------- | ------------ | ---------- | --------------------------------------- |
| 2015年10月4日  | 日曜 3:58 - 4:47（土曜深夜） | 毎日放送     | 近畿広域圏 | 製作参加 / 本編はCM無しで放送           |
| 2015年10月8日  | 木曜 2:30 - 3:30（水曜深夜） | BS11         | 日本全域   | BS放送                                  |
| 2015年10月11日 | 日曜 19:30 - 20:25           | TOKYO MX     | 東京都     |                                         |
| 2015年11月30日 | 月曜 22:00 - 22:55           | アニマックス | 日本全域   | BS/CS放送 / 字幕放送 / リピート放送あり |

| 配信期間               | 配信時間                     | 配信サイト         |
| ---------------------- | ---------------------------- | ------------------ |
| 2015年4月6日 - 6月29日 | 月曜 12:00 更新              | GYAO!              |
| 2015年4月7日 - 6月30日 | 火曜 18:00 更新              | バンダイチャンネル |
| 2015年4月8日 - 7月1日  | 水曜 0:00 - 0:30（火曜深夜） | ニコニコ生放送     |
|                        | 水曜 0:30（火曜深夜） 更新   | ニコニコチャンネル |
|                        | 水曜 12:00 更新              | dアニメストア      |

| 配信期間       | 配信時間           | 配信サイト                                             |
| -------------- | ------------------ | ------------------------------------------------------ |
| 2015年10月4日  | 日曜 17:30 更新    | GYAO!                                                  |
|                | 日曜 21:00 - 22:00 | ニコニコ生放送                                         |
|                | 日曜 22:00 更新    | ニコニコチャンネル                                     |
| 2015年10月6日  | 火曜 12:00 更新    | バンダイチャンネル dアニメストア dTV アニメ放題 U-NEXT |
| 2015年10月13日 |                    | アニメパス                                             |

| 放送期間                  | 放送時間                     | 放送局   | 対象地域   | 備考                               |
| ------------------------- | ---------------------------- | -------- | ---------- | ---------------------------------- |
| 2017年10月8日 - 12月24日  | 日曜 3:08 - 3:38（土曜深夜） | 毎日放送 | 近畿広域圏 | 製作参加 / 『アニメシャワー』第3部 |
| 2017年10月9日 - 12月25日  | 月曜 0:30 - 1:00（日曜深夜） | TOKYO MX | 東京都     |                                    |
|                           |                              | BS11     | 日本全域   | BS放送 / 『ANIME+』枠              |
| 2017年10月12日 - 12月28日 | 木曜 20:00 - 20:30           | AT-X     | 日本全域   | CS放送 / リピート放送あり          |

### BD / DVD
| 巻  | 発売日         | 収録話          | 規格品番   | 規格品番   |
| 巻  | 発売日         | 収録話          | BD         | DVD        |
| --- | -------------- | --------------- | ---------- | ---------- |
| 1   | 2015年6月17日  | 第1話 - 第2話   | TBR-25201D | TDV-25207D |
| 2   | 2015年7月15日  | 第3話 - 第4話   | TBR-25202D | TDV-25208D |
| 3   | 2015年8月19日  | 第5話 - 第6話   | TBR-25203D | TDV-25209D |
| 4   | 2015年9月16日  | 第7話 - 第8話   | TBR-25204D | TDV-25210D |
| 5   | 2015年10月14日 | 第9話 - 第10話  | TBR-25205D | TDV-25211D |
| 6   | 2015年11月18日 | 第11話 - 第12話 | TBR-25206D | TDV-25212D |
| BOX | 2017年6月21日  | 第1話 - 第12話  | TBR-27179D | -          |

| 巻 | 発売日         | 収録話          | 規格品番   | 規格品番   |
| 巻 | 発売日         | 収録話          | BD         | DVD        |
| -- | -------------- | --------------- | ---------- | ---------- |
| 1  | 2017年12月13日 | 第1話 - 第2話   | TBR-27371D | TDV-27377D |
| 2  | 2018年1月17日  | 第3話 - 第4話   | TBR-27372D | TDV-27378D |
| 3  | 2018年2月14日  | 第5話 - 第6話   | TBR-27373D | TDV-27379D |
| 4  | 2018年3月14日  | 第7話 - 第8話   | TBR-27374D | TDV-27380D |
| 5  | 2018年4月11日  | 第9話 - 第10話  | TBR-27375D | TDV-27381D |
| 6  | 2018年5月16日  | 第11話 - 第12話 | TBR-27376D | TDV-27382D |

### Webラジオ
音泉にて配信。パーソナリティはクラウス・V・ラインヘルツ役の小山力也とレオナルド・ウォッチ役の阪口大助、アシスタントはソニック役の内田雄馬。
テレビアニメ第1期のラジオ『TVアニメ「血界戦線」技名を叫んでから殴るラジオ！』は、2014年12月4日より月1回不定期更新、2015年4月2日より隔週木曜日更新、同年7月23日にて一旦終了。アニメ最終回に合わせて同年10月29日にラジオ最終回が配信された。全13回。
テレビアニメ第2期のラジオ『TVアニメ『血界戦線&BEYOND』技名を叫んでから殴るラジオ』は、2017年4月21日より不定期配信、同年10月13日から2018年1月19日まで隔週金曜日に更新された。全11回。

### 受賞歴
- ニュータイプアニメアワード2015
  - 特別賞：「シュガーソングとビターステップ」[注 8]
  - マスコットキャラクター賞：ソニック

| 毎日放送 アニメシャワー 第2部 | 毎日放送 アニメシャワー 第2部 | 毎日放送 アニメシャワー 第2部 |
| 前番組                        | 番組名                        | 次番組                        |
| ----------------------------- | ----------------------------- | ----------------------------- |
| デュラララ!!×2 承             | 血界戦線                      | デュラララ!!×2 転             |
| 毎日放送 アニメシャワー 第3部 |                               |                               |
| 活撃 刀剣乱舞                 | 血界戦線 & BEYOND             | ジョーカー・ゲーム（再放送）  |

## 舞台

### 公演日程（舞台）
舞台「血界戦線」
- 2019年11月2日 - 10日 東京・銀河劇場、
- 同年11月14日 - 17日 大阪・梅田芸術劇場 シアター・ドラマシティ

舞台「血界戦線」Beat Goes On
- 2020年11月20日 - 29日 東京・銀河劇場
- 同年12月3日 - 6日 大阪・メルパルク大阪 ホール

舞台「血界戦線」Blitz Along Alone
- 2021年10月22日 - 31日 東京・銀河劇場
- 同年11月4日 - 7日 大阪・梅田芸術劇場 シアター・ドラマシティ

### スタッフ（舞台）
- 脚本・演出 - 西田大輔
- 音楽 - GIRA MUNDO[54]

### キャスト（舞台）
- レオナルド・ウォッチ - 百瀬朔
- クラウス・V・ラインヘルツ - 岩永洋昭
- ザップ・レンフロ - 猪野広樹
- スティーブン・A・スターフェイズ - 久保田秀敏
- チェイン・皇 - 長尾寧音
- ツェッド・オブライエン - 伊藤澄也
- K・K - 安藤彩華
- ギルベルト・F・アルトシュタイン - 萩野崇（第1弾から第2弾）
- デルドロ・ブローディ＆ドグ・ハマー - 川上将大（第1弾）
- ミシェーラ・ウォッチ - 斉藤瑞季（第1弾）
- 偏執王アリギュラ - 甲斐千尋（第1弾）
- Dr.ガミモヅ - 佐々木喜英（第1弾）
- トビー・マクラクラン - 丹澤誠二（第1弾）
- 堕落王フェムト - 山本一慶（第2弾）
- ルシアナ・エステヴェス - 田上真里奈（第3弾）
- ザメドル - 小野健斗（第3弾）
- ザメドルの犬 - 郷本直也（第3弾）

声の出演
- ネジ - 阿部カノン（第2弾）
- 役名不明 - 萩野崇（第3弾）
- ミシェーラ・ウォッチ - 斉藤瑞季（第3弾）

### 演奏（舞台）
- サックス：丹澤誠二（第1弾ではトビー・マクラクラン役と兼務）
- ドラム：KEN'ICHI
- ピアノ：安島萌（第1弾から第2弾）、丸木美花（第3弾）
- ウッドベース：玉木勝
- ヴァイオリン：ソンイル（第2弾から第3弾）